# キッチン戦隊クックルン (5代目)
キッチン戦隊クックルン (5代目)では、テレビ番組『ゴー!ゴー!キッチン戦隊クックルン』のうち、5代目のキッチン戦隊クックルンが登場する2021年度から2023年度までの内容について記載する。

## あらすじ
4代目クックルンがラストボス・コレクターXを倒し、卒業式を無事に終えた頃、宇宙ではシェルフィッシュ星の姫・ムールの宇宙船が宇宙の征服を目論む敵に追われていた。ムールの部下・クラムが怯えて彼女に飛びついたせいで、宇宙船は敵の攻撃を受けて制御不能に陥り、ムールは宇宙で敵を足止めする役目をクラムに任せ地球に墜落する。
ムールは地球の「ワッサン島」の砂浜で気を失うが、そこへ通りかかった島の小学生・タイゾウとマイカに助けられる。目を覚ましたムールは、シェルフィッシュ星を救うためにヒーローである「クックルン」のもとへ連れていくよう2人に頼み、2人はムールを「クックルン博物館」へと案内する。博物館でタイゾウからクックルンが実在しない伝説上の生き物であることを聞かされムールは落胆するが、博物館の銅像の首にかかったペンダントを見て、同じものを先ほどまでいた砂浜で見つけたことを思い出し、タイゾウとマイカとともに砂浜に戻る。そんな一同の前にムールを捕まえようとする「怪人」が現れるが、ムールがペンダントを手にした瞬間、ペンダントが光り出しタイゾウとマイカは「キッチン戦隊クックルン」に変身し不思議なキッチンに迷い込む。「クックルンなら作った料理でパワーをためて、必殺技のまんぷくビームが出せる」というムールの説明を聞き、料理を作り食べてパワーを得た2人は、まんぷくビームを放ち怪人を撃退する。
興奮冷めやらぬ一同の前に、今度は敵の足止めをした後に力尽きて地球に墜落したクラムが現れ、タイゾウとマイカにムールの正体と彼女が地球に来た経緯を明かす。「クックルンは3人組だから、もしかしたらあと一人は私かもしれない」と言うムールだが、その直後に再び怪人が現れ、タイゾウがペンダントを掲げた瞬間、2人とともにクックルンに変身したのはクラムだった。3人となったクックルンは、ムールを守るために怪人との戦いに挑む。

## 登場人物

### キッチン戦隊クックルン
男子2人・女子1人の構成で、男子メンバーがセンターとなり、初めての変身時に3人揃っていないのはシリーズ初。2023年度1話でルーナ、ソレイユが加入した。メンバー間に血縁者が存在するのは、3代目以来となる。下段に太字で示したのは、ルーナ、ソレイユを除く3人がボトルシップキッチン内で自己紹介をしたときのセリフである。
タイゾウ
声・演 - 中村蒔伝
ワッサン島に住む小学生の男の子。マイカとは幼馴染み。料理と縄跳びが得意。枝豆が好物。漁師をしている母親のジェリーとはたまにしか会えないが、心配をかけまいと気丈に振る舞っている。ヒーローとアイドルの二刀流実現に向け見聞を広げるため、一人旅に出た。
「アイ アム 島生まれ！ アイ アム 島育ち！ 太陽浴びて元気いっぱい！ 料理が得意なオレはタイゾウ！」
マイカ
声・演 - マイカ・ピュ
ワッサン島に住む小学生の女の子。タイゾウとは幼馴染み。小柄だが運動神経は良く、足の速さはタイゾウに引けを取らない。時として名言のようなことを言う。母親譲りの発明好きでもあるが、負けず嫌いな性格ゆえタアコにはライバル心を燃やしている。将来の夢が100個ある。パセリが苦手だったが、克服した。
「海はなぜしょっぱいの？ わたしはなぜ生まれてきたの？ 海より深～く考える女の子！ 私はマイカ！」
クラム
声・演 - 高木波瑠
ムールの部下の男の子。宇宙の征服を目論む敵から逃げるためにムールと一緒に地球に向かっていたが、彼女が先に地球に不時着してしまったため、後から自力で地球に辿り着いた。オーデン撃退の後、地球に残ることを決めたムールの護衛のため、自身も地球に残ることになった。言葉遣いが丁寧。ムール同様に寝相が悪い。2022年度55話より、新たにオープンしたカフェ「ギョギョール」の副店長に任命された。後に本物の姫を務めるためシェルフィッシュ星へ帰ったムールの後を継ぎ、ギョギョールの新店長に任命された。久しぶりにワッサン島を訪れたムールよりシェルフィッシュ星帰還の命を受け、ムールとともに帰っていった。ギョギョールの店長はルーナとソレイユに引き継がれた。
「姫を守るためならどこまでも！ 小さいけれど頼りになります！ 姫の友だち！ ボクはクラム！」
ルーナ
声・演 - 藤原聖
ソレイユの兄。「砂漠を超えたところに2人が生まれた家がある」という祖母の言葉を頼りに、自分たちが生まれた家を探していた。寝起きの悪さとだらしなさは父親譲り。
ソレイユ
声・演 - 井川梨愛
ルーナの妹。兄のルーナと共に行動。

### クックルンの協力者
ムール
声・演 - 矢作穂香
シェルフィッシュ星の姫だと思われていたが、実は本物のムール姫の替え玉で、姫の身に危険が及んだときのための身代わりとして育てられた。宇宙の征服を目論む敵から逃げるため地球に向かう最中、乗っていた宇宙船が地球に不時着し、ワッサン島の海岸で気を失っていたところをタイゾウとマイカに助けられた。オーデン撃退の後、シェルフィッシュ星へは帰らず地球に残ることを決めた。おっちょこちょいな一面があり、寝相が悪い。2歳の頃からクラシックバレエを習っていた。2022年度55話より、新たにオープンしたカフェ「ギョギョール」の店長に任命された。ピーマン王子と結婚しベジタブル星へ嫁ぐムール姫の後を継ぎ、本物の姫としてシェルフィッシュ星を治めることを決意し、故郷へ帰っていった。
ポセイ丼
声 - 千葉繁（髭）、新田早規（女性、気弱）、吉村駿作（眼鏡）、酒巻光宏（ファンキー）、masaharu（忍者）
2021年度21話で初登場。世界中の海を股に掛ける、自由気ままな海の守り神。顔がついた丼鉢の姿をしている。イメージチェンジで顔や声、性格が変わる。ムールがボトルシップキッチンにいない時に顔を出し、代わりに食材を用意してくれる。
ハグ
声 - 白石兼斗
ルーナとソレイユの仲間の愉快なロボット。方言交じりの日本語を話す。ルーナたちを古くから知っている。チグハグの頭部。
チグ
声 - 白石兼斗
海岸にバラバラの状態で落ちていたのをタアコに発見され修理を施されたロボット。名前がハグと似ており互いに面識はないとされていたが、実際にはハグとの合体ロボットであった。タイゾウたちはチグを作ったのはルーナとソレイユの両親ではないかと考え、チグに二人の写真を見せるもチグは何も覚えていなかったものの、不意に涙を流した。チグハグの胴体・四肢の部分。ハグと分離した際、暴れた怪人を大人しくさせる機能を施された。
チグハグ
声 - 白石兼斗
チグとハグが合体した本来の姿。ルーナ達の両親が怪人の攻撃から身を守るために分解した。

### クックルンの家族
エビオ
声 - 高木渉
タイゾウの父親。足が不自由で、タアコが改造した空中飛行が可能な車いすで生活している。マルシェで「魚屋ギョギョギョ」を経営しており、仕事を探していたムールを従業員として雇った。食事の食べ残しに厳しい。世界で一番尊敬する人物はさかなクン。ホイールチェアースピードレースに出場した際は、マシントラブルに見舞われたものの、接戦の末に優勝を果たした。だるまさんが転んだ大会では鬼の役を務めた。
タアコ
声 - 豊口めぐみ
マイカの母親。自称「天才発明家」で、今までの発明で失敗をしたことはないという。エビオの車いすを空中飛行ができるよう改造した。ホイールチェアースピードレースにエビオが出場した際は、車いすの整備中に過労で倒れ、レース本番に間に合わせられなかった。
ジェリー
声 - 高山みなみ
タイゾウの母親。漁師で遠洋漁業のため家にいないことが多い。漁船はピンクと水色のツートンカラー。2021年度86話で久しぶりに漁から帰ってきた。
カイ
声 - 武内駿輔
マイカの父親。かつては宇宙おでん海賊団オーデンにスパイとして潜入していたヒーローだった。長い間行方不明となっていたが、オーデンのボス・ダーシーに飲まされた薬により闇堕ちし、マイカたちの前に敵として現れた。圧倒的な力の前にクックルンは太刀打ちできず、ついには娘であるマイカを手に掛けようとしたが、マイカが指にはめていた指輪（マイカがクックルン博物館で見つけた、カイとタアコの結婚指輪）が放つ光によって正気を取り戻した。現在はギョギョールの店員として働いている。
ルーナとソレイユの父親
元クックルンでハグ曰く強かったらしい。クックルンとして怪人と戦ったり、買い物をしたりと、ワッサン島にはよく訪れていたが、ある時期を境に島に寄り付かなくなっていた。怪人と人間が仲良く暮らす世界を作るため、怪人の怪我を治療したり料理を振る舞ったりしていたが、オーデンとの戦いに敗れ命を落とした。
ルーナとソレイユの母親
元クックルン。瓜二つの銅像が破壊された状態でクックルン博物館に保管されていたが、それは怪人のスパイだと勘違いした島民の手により破壊されたものであった。ソレイユを産んだ後に他界。

### ワッサン島の関係者
ハモ先生
声 - 太田哲治
タイゾウとマイカが通うワッサン小学校の保健の先生兼クックルン博物館館長。本名ははやまもんじろう。タアコがエビオの車いすの整備中に過労で倒れた際は、なおも作業を続けようとする彼女を制した。魚屋ギョギョギョがクリスマスシーズンに売り出すクリスマスケーキを毎年全部買っている。
ナマコ、ウニコ
声 - くまいもとこ（ナマコ）、宮田幸季（ウニコ）
「ワッサン島の美人海女姉妹」を自称する、海女の姉妹。背の低い方がナマコで、高い方がウニコである。魚屋ギョギョギョが仕入れる貝や海藻を採ってきてくれる。後にクックルン博物館新館長に就任したエビオに代わり、ギョギョギョの経営を引き継いだ。
銅像
声 - 玄田哲章
「せんぱいクックルン特集」に登場。クックルン博物館にある、かつてワッサン島を守ったというクックルンの銅像。仮面をつけている。過去のクックルンの活躍について知りたがるタイゾウたちに特別に3代目と4代目のクックルンの映像を見せた。その正体はかつてのクックルン、ルーナとソレイユの父親の銅像であった。
司会者
声 - 関俊彦
2021年度49話に登場。ホイールチェアースピードレースで司会、場内アナウンス、スターターを務めた。
カッツーオ
声 - 太田哲治
2021年度49話に登場。ホイールチェアースピードレースの出場者の1人。エビオの因縁のライバル。
司会
声 - 井上尚
2022年度36話に登場。「だるまさんが転んだ大会」で司会を務めた。

### シェルフィッシュ星の関係者
シジミーグレイト
声 - 佐野愛
シェルフィッシュ星のヒーロー。4代目の同級生しじみとして登場。5代目での初登場は2021年度125話で、おでん海賊団オーデンの攻撃からタイゾウたちを守った。オーデン撃退の後、ムール姫とともにシェルフィッシュ星へ帰り、シェルフィッシュ星再建のため尽力した。
ムール姫
声 - 矢作穂香
シェルフィッシュ星を治める姫。幼少時、シェルフィッシュ星がオーデンに襲われた際に失踪。何者かがムール姫をブタの姿に変えて連れて行ったという噂が流れたが、詳しいことはわかっていなかった。2021年度129話で、ブーブー島にブタの姿でいたところをシジミーグレイトとクックルンに発見され、マジカルシジミラーにより元の姿に戻った。オーデン撃退の後、シジミーグレイトとともにシェルフィッシュ星へ帰って行った。ムールの髪が赤いのに対し、こちらは青い髪をしている。後にピーマン王子との結婚を発表し、ムールにシェルフィッシュ星を託してベジタブル星へ嫁いでいった。

### 先代クックルンとその関係者
アユ、コムギ、フキノスケ
声 - 川瀬翠子、垂水文音、森田拳
4代目クックルン。2021年度26週に登場。タイゾウら5代目クックルン、シジミーグレイトと共闘し、おでん海賊団オーデンを退けた。
アズキ
演 - 土屋希乃
3代目クックルン。2022年度16週に登場。タイゾウ達とともに沖縄の料理について調べた。沖縄が好きで、何度も訪れている。
いちごのおじさん、ミール、ミトン、トム・フルーツ、ピロリン
2021年度79話に登場。2021年度以前に当番組に登場したキャラクターたち。いずれも台詞はない。クヨッペンが食べきれずに宇宙中にお裾分けしたオムライスを食べた。
しなもん先生、ちくわぶ先生
声 - 太田哲治（しなもん先生）、酒巻光宏（ちくわぶ先生）
2021年度112話に登場。2021年度以前に当番組に登場したキャラクターたち。二人ともハモ先生にそっくりだが、赤の他人。

### その他の登場人物
トナカイ
声 - 太田哲治、宮田幸季、くまいもとこ
2021年度104話に登場。怪人オーディションにやって来て、サンタがいなくなってしまったため何とかしてほしいとクヨッペンに相談した。全部で4頭いたが、そのうち1頭は変装したサンタだった。
サンタ
声 - 高木渉
2021年度104話に登場。プレゼント配りが苦痛となり、トナカイの姿に変装し他のトナカイたちの中に紛れていたが、クヨッペンの労いの言葉に感動してやる気を取り戻し、トナカイたちとともに帰っていった。

### 番組外からのゲスト出演者
さかなクン
声 - さかなクン
2021年度26話から29話に登場。ワッサン島が漁業が盛んで魚好きが多いという噂を聞きつけやって来た。海岸で出会ったタイゾウたちに怪人と勘違いされてしまう。魚の知識を交えつつ怪人ではないことを訴えるが一向に信じてもらえず、エビオとの出逢いによって誤解が解けた。
サボさん
声 - 佐藤貴史
2021年度81話から85話に登場。『みいつけた！』からのゲスト出演者。いなくなったコッシーがワッサン島にいるという噂を聞きつけやって来た。かぼちゃ怪人によって大きなかぼちゃの中に閉じ込められていたところをクックルンに救出された。マイカが世界で一番尊敬する人物。
コッシー
2021年度83話に登場。『みいつけた！』からのゲスト出演者。かぼちゃ怪人によって眠らされ捕らえられていたが、クックルンに救出された。終始眠っていたため台詞はない。
だいすけお兄さん
声・演 - 横山だいすけ
2021年度106話から109話に登場。黒豆怪人に襲われていたところをクックルンに助けられた。うたのおにいさん時代の習慣が抜けず、普通の挨拶ができない。『NHKのど自慢』に出場するタイゾウたちに歌を教えた。
小田切千アナウンサー
声 - 小田切千
2021年度109話に登場。NHKのアナウンサー。『NHKのど自慢』で司会を務めた。
錦鯉（長谷川雅紀、渡辺隆）
声 - 錦鯉
2022年度28話から31話に登場。ワッサン島で開かれた爆笑ライブステージに出演した。誰もが錦鯉本人と信じて疑わなかったが、その正体は2021年度91話に登場した怪人・ピーマン王子とかぶジイが化けた姿だった。本人たちは31話に登場。
いとうあさこ
声 - いとうあさこ
2022年度49話から52話に登場。『すイエんサー』からのゲスト出演者。クックルンになるためワッサン島にやって来た。ムールの猛反対を受け、「どっちのほうが華があるか対決」や「どっちが長く踊っているでしょう対決」を展開。最終的に「怪人を倒したほうが勝ち」ということになり、現れたさつまいも怪人を取り押さえたまままんぷくビームで怪人ごと飛ばされた。飛んでいった先のダークソーサーで出会ったクヨッペンに一目惚れし、地球へは帰らずダークイーターズと一緒に暮らしたいとまで言い出すが、ハングリーポーズをとった際に腰を痛めたせいで動けなくなったため地球へ返された。
まいぜんシスターズ（ぜんいち、マイッキー）
2022年度85話から87話に登場。「まいぜんシスターズをみんなが利用するためのルール」（二次創作ルール）に基づいて登場したため、本物の声ではなかった。まいぜんシスターズが登場したことで、ワッサン島や島のみんながMinecraft（NHKで商品名が出せないため「マイ…フト」や「マイ…」と紹介）風のブロック状の姿になった。
ニャンちゅう
声 - 羽多野渉
2023年度79話から81話に登場。『ニャンちゅう！宇宙！放送チュー！』からのゲスト出演者。地球のおいしいレストランとしてギョギョールを取材しに来た。
コネル
声 - 岡田ひとみ
2023年度81話に登場。『ニャンちゅう！宇宙！放送チュー！』からのゲスト出演者。ニャンちゅうに助っ人として呼ばれた。
すとぷり（莉犬、さとみ）
声 - 莉犬、さとみ
2023年度100話から102話に登場。ジェリーが旅の途中で出会い意気投合し、ワッサン島へ連れてきたエンタメユニット。2人が島で催したライブには島内外から大勢の人が集まり、大いに盛り上がった。

## クックルンについて

### 変身時の名乗り
出典：
名乗る順に記載。メンバーが変身時に自分の色を名乗らないのは、3代目クックルンのサクラ以来となる。
- タイゾウ：「あかき情熱の勇者、クックルン・フレイム！ オレはタイゾウ！」
- マイカ：「あおきせせらぎの賢者、クックルン・アクア！ 私はマイカ！」
- クラム：「つよき心の戦士、クックルン・ハート！ ボクはクラム！」

ルーナ、ソレイユは2人ともクックルンシャドーであるため前半は同時に名乗る。
- ルーナ、ソレイユ：「光と影の狩人、クックルンシャドー！」
- ルーナ：「ぼくはルーナ！」
- ソレイユ：「わたしはソレイユ！」

### 必殺技
クックルンの必殺技
まんぷくビーム
キッチンでパワーを溜めたときにのみ出せる。マイカ曰く、放出時に手が熱くなるらしいが、我慢できる程度だという。また、キッチンでパワーチャージしたあとも体が熱く感じられるらしい。
スーパーまんぷくビーム
タイゾウとクラム、巨大化したマイカが放ったまんぷくビームの強化版。これによりダーシーを打ち破った。
タイゾウの必殺技
タイゾウのウロコチェーン
手から鎖を繰り出し、怪人を縛って動けなくする。2022年度116話では両手から鎖を繰り出すタイゾウのウロコチェーンW(ダブル)を見せるも闇堕ちしたカイには通用しなかった。2023年度111話ではさらなる強化版であるタイゾウのレインボーウロコチェーンを披露した。
タイゾウのウロコスターダスト
体から光を放ちながら呼び出したタイジェットからキラキラした光が怪人に向けて照射される。これを受けた怪人はめでたい気持ちになり、戦意喪失する。
マイカの必殺技
マイカのアクアチャージ
自身を巨大化させる。ただし、長時間は維持できない。技の名前は一般公募により決定した。2022年度117話では正気を取り戻したカイから送られたパワーによりさらなる巨大化を見せ、ダーシーを倒すきっかけとなった。
クラムの必殺技
ダイドコロジーZ
「変われ、自分！」と叫び台所用品に変身する。ムールを含む4人が試してみるが、発動したのはクラムだけだった。
新鮮海産物
「新・鮮・海・産・物」の発声とともに両手で5つの印を結ぶことで、何らかの海産物を怪人に向けて撃ち出す。クラムが夢の中でクイズに正解した報酬として授けられた。
ムールの必殺技
ダイドコロジーZ
クラム同様、台所用品に変身する。ダーシーとの戦いの中で自分だけ戦えない無力感から、なんとかしたいと強く願った結果、奇跡的に発動した。
ルーナの必殺技
ルーナブーメラン
三日月型のブーメランを相手に投げて攻撃する。
フルムーンブライト
満月の光で相手を動けなくする。
ソレイユの必殺技
ダイドコロジーZ
「変われ、自分！」と叫び台所用品に変身する。ルーナとソレイユの母親もまたこの技の使い手であった。
タイゾウとルーナの合体技
タイゾウとルーナのレインボークレセントチェーンブーメラン
タイゾウのレインボーウロコチェーンとルーナブーメランが合わさった技。

### 重要な設定
クックルンになれるペンダント
タイゾウ、マイカ、クラムがクックルンへと変身するためのアイテム。ワッサン島の砂浜に落ちていた。ルーナとソレイユの父親が怪人との最後の戦いの最中に落としたもの。
不思議なペンダント
ルーナ、ソレイユがクックルンへと変身するためのアイテム。ルーナが生家で見つけた。二人の母親がかつて身に付けていたもの。父親が身に付けていたものもあったが紛失した。

### 正体の取り扱い・変身について
タイゾウが「クックルンになれるペンダント」を掲げた際に自身とマイカと共に変身したのが「3人目のクックルンは私かも」と思っていたムールではなくクラムだったため、少なくとも自分の意志で変身できるわけではない模様。また、ムールが「正体を誰にも知られてはいけないとネットに書いてあった」と説明している。2022年度113話でエビオとタアコがいる前でやむなく変身したことで二人に正体を知られてしまったが、二人は気づいていた。

## 作中用語
ワッサン島
タイゾウとマイカの住む、周りを美しい海に囲まれた緑豊かな島。クロワッサンのような形をしている。
クックルン博物館
かつて島に住んでいたクックルンが島を守ったという伝説から建てられた博物館。ハモ先生が館長を兼任している。タイゾウ曰く、クックルンはあくまで伝説上の生き物で実在しないとされ、伝説の真偽も不明。
マルシェ
ワッサン島にある市場。朝から午後3時まで開いている。エビオが営む魚屋ギョギョギョもこの中にある。
ワッサン小学校
タイゾウとマイカが通う小学校。
シェルフィッシュ星
ムールとクラムの生まれ故郷である星。星のほとんどが海である。前作に登場したしじみの故郷の星と同名だが、同一の星かは不明。
ボトルシップキッチン
クックルンが怪人を倒すためにパワーチャージする場所で、料理はここで行う。ムールが勝手に名付けた。「ボトルシップキッチンへデパーチャー！」と唱えながらペンダントを掲げると頭上にゲートが開き、吸い込まれるようにキッチンに転送される。
シェル
シェルフィッシュ星王家に代々伝わる優秀なコンパクト。「ヘイ！ シェル！」と声を掛けてから、料理に関するわからないことを尋ねるといろいろ教えてくれる。
ブーブー島
ワッサン島から少し離れたところにある小さな無人島。満月の夜になると誰もいないはずの島から「ブーブー」と不気味な音が聞こえるという噂から、タイゾウたちは「ブーブー島」と呼んでいるが、正式な名前はよくわかっていない。この島にいる魚を食べると災いが起きると言い伝えられている。後に不気味な音の正体がブタの姿に変えられたムール姫の声だったことが明かされた。
ホイールチェアースピードレース
ワッサン島で毎年開催される、車いすでコースを走ってスピードを競うレース。優勝賞金は100万円。
ギョギョール
かねてよりエビオが出店を計画していた飲食店で、新鮮な魚料理とお茶が楽しめるカフェ。海女のナマコとウニコが食材を提供してくれる。店長にはムールが、副店長にはクラムが任命された。怪人の三度にわたる妨害でなかなか店のお披露目ができなかったが、2022年度57話にてようやく執り行えた。オープン初日には長蛇の列を作った。
スタードームキッチン
ルーナとソレイユが怪人と戦うためにパワーチャージする場所で、料理はここで行う。「スタードームキッチンへデパーチャー！」と唱えながらペンダントを掲げると、吸い込まれるようにキッチンに転送される。
クッキンスロット
ルーナとソレイユの食べたい料理が決まらないとき、スロットを回して作る料理を決定する。
クッキンバトル
ルーナとソレイユが料理対決をすることがある。試食後、二人の投票により勝者を決定する。
バゲッ島
ルーナとソレイユが住んでいた島。ワッサン島から見てブーブー島を挟んだ向かい側に位置する。

## 放送内容について

### 各曜日の放送

#### 2021年度
- 月曜から水曜：戦隊もののストーリーに絡めながら料理の作り方を紹介していく。
- 木曜：アニメパートと、食べ物のクイズなどを実写で放送している。[注釈 18]
- 金曜：「まんぷく探偵団」の放送をしている。

#### 2022年度
放送日が月～水曜日となり、午後の放送は17:25～17:35へ変更になった。
- 1週目の月曜から水曜：戦隊もののストーリーに絡めながら料理の作り方を紹介していく。
- 2週目の月曜：アニメパートと、食べ物のクイズなどを実写で放送している。
- 2週目の火曜から水曜：「まんぷく探偵団」の放送をしている。

#### 2023年度
- 午後の放送が17:20 - 17:30へ変更となった。
- 実写料理パートに対決要素が追加された。
- 前年度と同じく、通常はまんぷく探偵団の放送は2週目の火曜、水曜に行われている[注釈 19]。
- 通常は第1週目はルーナとソレイユのクックルン、2週目月曜はクヨッペン回、2週目火曜はまんぷく探偵団前編、2週目水曜はまんぷく探偵団後編、3週目はタイゾウ、マイカ、クラム、4週目は再放送を放送。

### 各種コーナー
今日のポイント一本釣り！
実写料理パート中に、タイゾウが料理のポイントを教えてくれる。
クックルンのなんでもやってみルン
クックルンが成長するために、さまざまなことにチャレンジしていた。
ムールがシェルフィッシュ星に帰った後も活動は続けている。
ムールのこれしってるかい？
ムールが出題する料理や食材に関する問題にクックルンが答える。
ボクらまんぷく探偵団！
ムールが地球での生活を楽しむために、クックルンが探偵団となり、食べ物について調査する。
お魚クイズ 目からうろこ
ムールが出題する魚に関する3択クイズにクックルンが答える。
ポセイ丼の気まぐれまめ知識
ポセイ丼が料理や食材に関する豆知識をクックルンに伝授する。
ポセイ丼の気まぐれクイズ
ポセイ丼が出題する料理や食材に関する問題にクックルンが答える。
ムールのプリンセス豆知識
ムールが料理や食材に関する豆知識をクックルンに伝授する。
さしすC'est bon!
ソレイユが料理のポイントを教えてくれる。
クッキンアイテム大事典
実写料理パート中に使用した調理器具を紹介する。

## 主題歌
「ウィー・アー・島生まれ」
中村蒔伝、マイカ・ピュ、高木波瑠によるオープニングテーマ。作詞は竹村武司、作曲はSASUKE。2021年度から2022年度まで使われた。2022年度37話より、画面上にクレジットタイトルが挿入されるようになった。
「ウィー・アー・島生まれ 2023」
中村蒔伝、マイカ・ピュ、高木波瑠、藤原聖、井川梨愛によるオープニングテーマ。作詞は竹村武司、作曲はSASUKE。2023年度7話より使用されている。前年度までの曲と歌詞と映像が異なる。
「影のヒーロー クックルンシャドー」
藤原聖、井川梨愛によるオープニングテーマ。2023年度第2話から6話まで使用された。作詞は水井心太、作曲はSASUKE。
「ぼくらの楽園」
中村蒔伝、マイカ・ピュ、高木波瑠によるエンディングテーマ。作詞は竹村武司、作曲はSASUKE。2021年度108話のみ横山だいすけが歌唱を担当した。
「負けるな！ふんばれ！クヨッペン」
皆川猿時、七緒はるひによるエンディングテーマ。作詞は竹村武司、作曲は福井洋介。
「まんぷくビームは流れ星」
藤原聖、井川梨愛によるエンディングテーマ。作詞は竹村武司、作曲はSASUKE。

## 各話リスト
表について
- 週：年度内での放送週の通番。
- 話：年度内での放送回の通番。
- 初回放送日：放送が初めてされたと確認できた日。
- サブタイトル：NHKの番組表[† 3]や電子番組ガイドに準ずる。初回放送と再放送で異なる場合は、基本的に初回放送のものを記載。
- 怪人・テーマ食材・調査内容：番組に準ずる。2021年度より、登場した怪人のイラストが公式ウェブサイトの「これまでに紹介したレシピ[† 4]」に掲載されている。
- 料理名：公式ウェブサイトの「これまでに紹介したレシピ」に掲載されたものに準ずる。2021年度より、実写料理パート中にも料理名が表示されている。2022年度から放送されているクヨッペン料理回については右肩に「DE」と表記。
- 挿入歌：番組内で披露される楽曲。太字は初出のもの。2022年度37話より、作詞・作曲者がタイトルと一緒に表示されるようになった。作曲者はSASUKE（原口沙輔）、作詞者は楽曲の初出の回を参照。
- OP：オープニングテーマ。「ウィー・アー・島生まれ」を「A」、「影のヒーロー クックルンシャドー」を「B」、「ウィー・アー・島生まれ 2023」を「C」と表記する。
- ED：エンディングテーマ。「ぼくらの楽園」を「A」、「負けるな！ふんばれ！クヨッペン」を「B」、「まんぷくビームは流れ星」を「C」と表記する。

### 2021年度
| 週 | 話  | 初回放送日     | サブタイトル                                 | 怪人                                                                         | テーマ食材           | 料理名・調査内容                                                                     | 挿入歌 | OP | ED |
| -- | --- | -------------- | -------------------------------------------- | ---------------------------------------------------------------------------- | -------------------- | ------------------------------------------------------------------------------------ | --- | -- | -- |
| 01 | 01  | 2021年 3月29日 | 新クックルン誕生！                           | チクワンワン                                                                 | -                    | -                                                                                    | - | A  | A  |
| 01 | 02  | 3月30日        | はじめての“まんぷくビーム”                   | チクワンワン                                                                 | ちくわ               | ちくわのコロコロサラダ                                                               | ウィーゴー！ ボクらのボトルシップキッチン（作詞 - 水井心太）                                                                            | A  | A  |
| 01 | 03  | 3月31日        | 3人目のクックルン                            | ノリ山ノリ太郎                                                               | のり                 | たらこクリームうどん                                                                 | ウィーゴー！ ボクらのボトルシップキッチン                                                                                               | A  | A  |
| 01 | 04  | 4月1日         | おはしを上手につかうには？                   | -                                                                            | -                    | -                                                                                    | - | A  | A  |
| 01 | 05  | 4月2日         | ドレッシングをつくってみルン！               | -                                                                            | -                    | てづくりドレッシング                                                                 | ウィーゴー！ ボクらのボトルシップキッチン                                                                                               | A  | A  |
| 02 | 06  | 4月12日        | ねむれるキッチンのムール                     | ショクパンダ                                                                 | 食パン               | カラフルパンカップ                                                                   | ウィーゴー！ ボクらのボトルシップキッチン                                                                                               | A  | -  |
| 02 | 07  | 4月13日        | ムールは“ズコー”をマスターしたい             | バナナナナナナナーン                                                         | バナナ               | フルーツヨーグルトサラダ                                                             | ウィーゴー！ ボクらのボトルシップキッチン                                                                                               | A  | -  |
| 02 | 08  | 4月14日        | イケメンへの熱い想（おも）い                 | 春キャベっちゃん 春キャベっ太郎                                              | キャベツ             | ポーチドエッグスープ                                                                 | ウィーゴー！ ボクらのボトルシップキッチン                                                                                               | A  | -  |
| 02 | 09  | 4月15日        | クイズ！ これは何切りでSHOW?                 | どーなっつくん オムオ アボボン（採用）                                       | -                    | -                                                                                    | - | A  | A  |
| 02 | 010 | 4月16日        | ボクらまんぷく探偵団！“タイ”                 | -                                                                            | -                    | まんぷく探偵団 お祝いごとの時に食べる魚ってどんな魚？                                | ウィー・アー・島生まれ | A  | -  |
| 03 | 011 | 5月3日         | 謎のおじさん、車いすで空を飛ぶ               | アーモンキー                                                                 | アーモンドスライス   | アーモンドクッキー                                                                   | ウィーゴー！ ボクらのボトルシップキッチン                                                                                               | A  | A  |
| 03 | 012 | 5月4日         | ムールは“ズコー”をマスターした               | ヨーグルグルグルグルグルグルグルグルグルグルグルトーン                       | ヨーグルト           | ヨーグルトプリンパフェ                                                               | ウィー・アー・島生まれ | A  | -  |
| 03 | 013 | 5月5日         | 怪人は見かけによらぬもの                     | イチゴファンキー                                                             | いちご               | いちごのぎゅうにゅうかん                                                             | ウィー・アー・島生まれ | A  | A  |
| 03 | 014 | 5月6日         | 挑戦！ かたづけクエスト                      | -                                                                            | -                    | -                                                                                    | - | A  | -  |
| 03 | 015 | 5月7日         | ボクらまんぷく探偵団！“イチゴ”               | -                                                                            | -                    | まんぷく探偵団 おいしいイチゴの見分け方は？                                          | - | A  | -  |
| 04 | 016 | 5月17日        | 魚をさばく！ クックルン                      | デビルサーディーン                                                           | いわし               | いわしのかば焼き                                                                     | おいしーフードいただきます（作詞 - 水井心太）                                                                                           | A  | -  |
| 04 | 017 | 5月18日        | クックルン名物“怪人と戦いにならない”         | シュリンプじいさん                                                           | えび                 | えびとアスパラガスのマヨネーズ和え                                                   | おいしーフードいただきます | A  | -  |
| 04 | 018 | 5月19日        | クラムの必殺技                               | ゲゲゲのゲソ太郎                                                             | いか                 | いかとにらのチヂミ                                                                   | おいしーフードいただきます | A  | -  |
| 04 | 019 | 5月20日        | クヨッペンの子育て講座〜タブレット編         | -                                                                            | -                    | -                                                                                    | - | A  | A  |
| 04 | 020 | 5月21日        | ボクらまんぷく探偵団！“ かまぼこ”            | -                                                                            | -                    | まんぷく探偵団 かまぼこの作り方を調べて！                                            | おいしーフードいただきます | A  | -  |
| 05 | 021 | 6月7日         | 海の守り神“ポセイ丼”登場！                   | こめったさん                                                                 | 米                   | えだまめごはん                                                                       | ウィーゴー！ ボクらのボトルシップキッチン                                                                                               | A  | -  |
| 05 | 022 | 6月8日         | マイカのママ“タアコ”登場！                   | たまゴルゴー                                                                 | たまご               | おえかきそぼろ丼                                                                     | ウィーゴー！ ボクらのボトルシップキッチン                                                                                               | A  | A  |
| 05 | 023 | 6月9日         | なつかしのポセイ丼でアール                   | キャロットラ                                                                 | にんじん             | カラフル土鍋ごはん                                                                   | ウィーゴー！ ボクらのボトルシップキッチン                                                                                               | A  | A  |
| 05 | 024 | 6月10日        | クックルンのダンススペシャル！               | -                                                                            | -                    | -                                                                                    | ウィー・アー・島生まれ ウィーゴー！ ボクらのボトルシップキッチン おいしーフードいただきます それがテッパンフライパン（作詞 - 水井心太） | A  | -  |
| 05 | 025 | 6月11日        | まんぷく探偵団“夜の海で光るイカ”             | -                                                                            | -                    | まんぷく探偵団スペシャル ほたるいか                                                  | おいしーフードいただきます | A  | A  |
| 06 | 026 | 6月21日        | “さかなクン”と“かつおクン”                   | かつおクン                                                                   | かつおぶし           | ベーコンとズッキーニのみそ汁                                                         | ウィーゴー！ ボクらのボトルシップキッチン                                                                                               | A  | -  |
| 06 | 027 | 6月22日        | ネバネバビームでファンキームール             | なっとん                                                                     | なっとう             | ねばねばそうめん                                                                     | おいしーフードいただきます | A  | -  |
| 06 | 028 | 6月23日        | さかなクンが、魚ぎらいになっちゃった!?       | ラクオ                                                                       | オクラ               | 夏野菜とぶた肉のやきびたし                                                           | それがテッパンフライパン | A  | -  |
| 06 | 029 | 6月24日        | さかなクンの特別授業“タコちゃんとイカちゃん” | -                                                                            | -                    | ブルーベリービネガージュース                                                         | - | A  | -  |
| 06 | 030 | 6月25日        | ボクらまんぷく探偵団！“食べられるお花!?”     | -                                                                            | -                    | まんぷく探偵団 食べられる花を調べて！                                                | それがテッパンフライパン | A  | -  |
| 07 | 031 | 7月5日         | マイカはエレガントな必殺技がほしい           | クルミツナココ                                                               | -                    | クックルン風 サテ・アヤム                                                            | ウィーゴー！ ボクらのボトルシップキッチン                                                                                               | A  | B  |
| 07 | 032 | 7月6日         | マイカはまだエレガントな必殺技がほしい       | デビルトマトマン                                                             | たこ                 | クックルン風 セビーチェ                                                              | おいしーフードいただきます | A  | B  |
| 07 | 033 | 7月7日         | ついに出た！ マイカの必殺技                  | アツアゲドン                                                                 | センレック           | クックルン風 パッタイ                                                                | それがテッパンフライパン | A  | B  |
| 07 | 034 | 7月8日         | 挑戦！ かたづけクエスト“ふきん編”            | -                                                                            | -                    | -                                                                                    | - | A  | B  |
| 07 | 035 | 7月9日         | ボクらまんぷく探偵団！“ながしそうめん”       | -                                                                            | -                    | まんぷく探偵団 ながしそうめん                                                        | - | A  | -  |
| 08 | 036 | 7月19日        | ムールのトラウマ                             | ポテト課長                                                                   | じゃがいも           | じゃがいものつめたいスープ                                                           | ウィーゴー！ ボクらのボトルシップキッチン                                                                                               | A  | -  |
| 08 | 037 | 7月20日        | “ブーブー島”の秘密                           | サーシースーセーソース                                                       | なす                 | なすとじゃがいものミルフィーユ焼き                                                   | それがテッパンフライパン | A  | A  |
| 08 | 038 | 7月21日        | クイズ“これは食べ物の名前でしょうか？”       | すくすくクスクスくん                                                         | クスクス             | クスクスと夏野菜のトマト煮こみ                                                       | ウィーゴー！ ボクらのボトルシップキッチン                                                                                               | A  | A  |
| 08 | 039 | 7月22日        | “クヨちゃんねる”が大人気!?                   | -                                                                            | -                    | てづくりヨーグルトアイス                                                             | ウィーゴー！ ボクらのボトルシップキッチン                                                                                               | A  | B  |
| 08 | 040 | 7月23日        | ボクらまんぷく探偵団！“ながしそうめん”第二弾 | -                                                                            | -                    | まんぷく探偵団 ながしそうめん                                                        | - | A  | -  |
| 09 | 041 | 8月2日         | 3代目クックルン登場！                        | トウフンガフンガ                                                             | とうふ               | さくらのお花見だんご                                                                 | パンパカパン☆キッチン | A  | -  |
| 09 | 042 | 8月3日         | 先輩クックルンが調子にのっちゃった！         | トグルーヨ                                                                   | たまご               | ミモザサラダ                                                                         | みんないっしょにぱにゃにゃんだー！ 2nd                                                                                                  | A  | -  |
| 09 | 043 | 8月4日         | 先輩クックルンが今度は調子にのらなかった     | プチャッケ                                                                   | ひきにく             | ふわふわミートボール                                                                 | じゃじゃじゃフライパン | A  | -  |
| 09 | 044 | 8月5日         | 先輩クックルンと熱いのに冷たい怪人           | バニラヒューマン                                                             | バニラアイスクリーム | ふわふわどら焼きアイスサンド                                                         | みんないっしょにぱにゃにゃんだー！ 2nd                                                                                                  | A  | B  |
| 09 | 045 | 8月6日         | 先輩クックルンとさくらママのなみだ           | ゴーヤマザー ゴーヤ子                                                        | ゴーヤー             | ゴーヤーチャンプルー                                                                 | じゃじゃじゃフライパン | A  | B  |
| 10 | 046 | 8月9日         | そっくりさんが3人そろっちゃった！            | くろつぶいも しろつぶいも あかつぶいも                                       | さつまいも           | スイートポテト蒸しパン                                                               | おかしスキスキ（作詞 - 本田水奈子） | A  | -  |
| 10 | 047 | 8月10日        | またそっくりさんがそろっちゃった！           | ソーセージフィット（採用） 小早川裕二 小早川沙織                             | ソーセージ           | 2種類のくるくるパイ                                                                  | ウィーゴー！ ボクらのボトルシップキッチン                                                                                               | A  | -  |
| 10 | 048 | 8月11日        | 空飛ぶ車いすレース開幕！                     | ミルミルクジラ                                                               | ぎゅうにゅう         | ココットプリン                                                                       | おかしスキスキ | A  | -  |
| 10 | 049 | 8月12日        | エビオとタアコのグーパンチ                   | -                                                                            | -                    | クラムのハートパイ マイカのうずまきパイ                                              | - | A  | B  |
| 10 | 050 | 8月13日        | ボクらまんぷく探偵団！“トウモロコシ”         | -                                                                            | -                    | まんぷく探偵団 とうもろこしのふさふさはなに？                                        | おかしスキスキ | A  | -  |
| 11 | 051 | 8月23日        | 先輩クックルンが宇宙にとびだしちゃった       | -                                                                            | -                    | -                                                                                    | トライ！ トライ！ トライ！ ぐるしゃか じゃじゃじゃフライパン                                                                            | A  | -  |
| 11 | 052 | 8月24日        | 3つのアイテムをゲットせよ！                  | -                                                                            | そば                 | そばいなり                                                                           | デコッCHAO☆ | A  | -  |
| 11 | 053 | 8月25日        | じゃがいもの鎧（よろい）は誰が着る!?         | -                                                                            | じゃがいも           | じゃがいものバジルソースサラダ                                                       | ぐるしゃか | A  | -  |
| 11 | 054 | 8月26日        | さくらママがスタジオに登場！                 | マダムペロリン                                                               | にら                 | パリパリ☆ジューシーぎょうざ                                                          | トライ！ トライ！ トライ！ | A  | -  |
| 11 | 055 | 8月27日        | 怪人だって子育てと仕事の両立は大変!?         | ブブブブブブドウ イケメンレモーレ ごぼぼん（採用）                           | -                    | -                                                                                    | - | A  | B  |
| 12 | 056 | 8月30日        | 4代目クックルンが登場！                      | ワカメ亀                                                                     | わかめ               | かいそうまぜまぜサラダ                                                               | モチベーション | A  | A  |
| 12 | 057 | 8月31日        | モメンがキッチンに登場！                     | ショック！パン兄弟 0パン太 0パン次郎 0パン蔵 0パン吉 0パン兵衛 0パン左衛門   | 食パン               | ハートのフレンチトースト                                                             | トゥインクル・パーティー・ナイト | A  | -  |
| 12 | 058 | 9月1日         | 夏休みの思い出〜アユ                         | かぼっちゃまくん                                                             | かぼちゃ             | モチモチかぼちゃだんご                                                               | ツクレ！ツクレ！ | A  | -  |
| 12 | 059 | 9月2日         | 夏休みの思い出〜コムギ                       | ギョザギョザくん                                                             | ぶたひき肉           | スティックぎょうざ                                                                   | スリー・ビンゴーズ・マーチ | A  | B  |
| 12 | 060 | 9月3日         | 夏休みの思い出〜フキノスケ                   | ロングネギーン                                                               | 長ねぎ               | わくわくお好み焼き                                                                   | モチベーション | A  | B  |
| 13 | 061 | 9月6日         | アウトドアで“ひみつきち”をつくろう！         | -                                                                            | -                    | -                                                                                    | - | A  | -  |
| 13 | 062 | 9月7日         | 市場に魚を見に行こう！                       | -                                                                            | -                    | -                                                                                    | - | A  | B  |
| 13 | 063 | 9月8日         | 珍しいやさいのおすしを作っちゃおう！         | -                                                                            | -                    | コーンとえだまめのぐんかんまき コーンとにんじんの手まりずし 丸なすとハムの手まりずし | - | -  |    |
| 13 | 064 | 9月9日         | これぞおしゃれなバーベキュー！               | -                                                                            | -                    | アクアパッツァ 丸なすのハッセルバック                                                | おかしスキスキ | A  | A  |
| 13 | 065 | 9月10日        | アウトドアでおたよりスペシャル！             | -                                                                            | -                    | てづくりアイスクリーム                                                               | ウィーゴー！ ボクらのボトルシップキッチン                                                                                               | A  | -  |
| 14 | 066 | 9月20日        | 4代目クックルンが再び登場！                  | マジカルクリーミー                                                           | 生クリーム           | なめらか生チョコプリン                                                               | おいしいステップ♪ | A  | -  |
| 14 | 067 | 9月21日        | IKKOさん登場って、どんだけ〜!?               | チュウ・ロス子                                                               | 強力粉               | 焼きチュロス                                                                         | マジカルキッチンラボ | A  | B  |
| 14 | 068 | 9月22日        | IKKOさんの魔法の言葉                         | 大根足女                                                                     | だいこん             | だいこんもち                                                                         | おいしいステップ♪ | A  | A  |
| 14 | 069 | 9月23日        | キヌさん大変身!?                             | セリッパちゃん                                                               | パセリ               | クックルン風ソーセージ                                                               | モチベーション | A  | B  |
| 14 | 070 | 9月24日        | さようなら、IKKOさん                         | -                                                                            | -                    | コムギのかんたん おとうふパン                                                        | - | A  | B  |
| 15 | 071 | 9月27日        | 箱の中身はなんでしょね？                     | レンコニアン                                                                 | れんこん             | ゴロゴロやさいのミネストローネ                                                       | 炎のチカラ ヒヒ火!! | A  | A  |
| 15 | 072 | 9月28日        | ジェスチャーゲームに挑戦だ！                 | チャールズ・ケチャップリン                                                   | えび あさり          | フライパンパエリア                                                                   | 炎のチカラ ヒヒ火!! | A  | -  |
| 15 | 073 | 9月29日        | シナモン先生、今いくつ？                     | 押忍押忍くん                                                                 | 酢                   | コロコロカレーポテトサラダ                                                           | おいしいステップ♪ | A  | -  |
| 15 | 074 | 9月30日        | 怪人だってテレワーク!?                       | クリモートチーズ                                                             | クリームチーズ       | しましまチーズケーキ                                                                 | 夢みるキャラメリゼ | A  | -  |
| 15 | 075 | 10月1日        | ブラブラしているソーセージ怪人               | ブラブラブーラくん                                                           | ソーセージ           | おかずマフィン                                                                       | トゥインクル・パーティー・ナイト | A  | B  |
| 16 | 076 | 10月4日        | いきなり怪人が現れた！                       | ニジュウサンマ                                                               | さんまのひらき       | さんまのひらきパスタ                                                                 | おりょうりアン・ドゥ・トロワ（作詞 - 熊野ひよこ）                                                                                       | A  | -  |
| 16 | 077 | 10月5日        | また、いきなり怪人が現れた！                 | リンゴリラッパンツミキンニ君                                                 | りんご               | さつまいもとりんごの重ね煮                                                           | おりょうりアン・ドゥ・トロワ | A  | -  |
| 16 | 078 | 10月6日        | またまた、いきなり怪人が現れた！             | シメジェントルマン                                                           | しめじ               | しめじとさつまいものもちもちごはん                                                   | おりょうりアン・ドゥ・トロワ | A  | -  |
| 16 | 079 | 10月7日        | いろんなキノコを収穫しよう！                 | -                                                                            | -                    | たっぷりきのこのソテー                                                               | - | A  | -  |
| 16 | 080 | 10月8日        | ボクらまんぷく探偵団！“味噌(そ)”             | -                                                                            | -                    | まんぷく探偵団 みそ作り名人の「こうじさん」を探して                                  | おりょうりアン・ドゥ・トロワ | A  | -  |
| 17 | 081 | 10月18日       | クックルンにサボさんがやってきた！           | パパパパパンプキン                                                           | かぼちゃ             | カボチャウダー                                                                       | ワクドキ☆パーティー | A  | B  |
| 17 | 082 | 10月19日       | サボさんがクックルンになっちゃった!?         | パパパパパパパパパンプキン                                                   | かぼちゃ             | パンプキーマカレー                                                                   | それがテッパンフライパン | A  | -  |
| 17 | 083 | 10月20日       | マイカ、サボさんに告白する!?                 | パパパパパパパパパパパパパパパパパパンプキン                                 | かぼちゃ             | かぼちゃのチーズケーキ                                                               | ワクドキ☆パーティー | A  | -  |
| 17 | 084 | 10月21日       | サボさんと歌おう！                           | -                                                                            | -                    | かぼちゃのたね茶 かぼちゃの皮トースト                                                | ワクドキ☆パーティー | A  | B  |
| 17 | 085 | 10月22日       | ボクらまんぷく探偵団！“サボテン”             | -                                                                            | -                    | まんぷく探偵団 トゲトゲしたみどり色のたべものを調べて！                              | ワクドキ☆パーティー | A  | -  |
| 18 | 086 | 11月1日        | タイゾウのママ“ジェリー”登場！               | ニンニンニンニク丸                                                           | ぶたひき肉           | はくさいシューマイ                                                                   | 情熱のコネ☆ルンバ（作詞 - 水井心太） | A  | B  |
| 18 | 087 | 11月2日        | ジェリーのおかえりパーティ                   | ホソボソコナオくん ガチマッチョコナオくん                                    | 強力粉               | とろ～り！チーズナン                                                                 | ワクドキ☆パーティー | A  | B  |
| 18 | 088 | 11月3日        | かあちゃん、オレは大丈夫だから               | 塩男                                                                         | じゃがいも           | ポテットおにもち                                                                     | 情熱のコネ☆ルンバ | A  | B  |
| 18 | 089 | 11月4日        | イララとクヨヨ、はじめてのお泊り             | -                                                                            | -                    | フリフリ☆おにぎり ワクドキ☆さんかくおにぎり                                          | ワクドキ☆パーティー | A  | B  |
| 18 | 090 | 11月5日        | ボクらまんぷく探偵団！“たい焼き”             | -                                                                            | -                    | まんぷく探偵団 どうやってたい焼きを作るの？                                          | 情熱のコネ☆ルンバ | A  | -  |
| 19 | 091 | 11月15日       | ピーマン王子がやってきた                     | かぶジイ ピーマン王子                                                        | かぶ                 | かぶのミルク煮                                                                       | おりょうりアン・ドゥ・トロワ | A  | -  |
| 19 | 092 | 11月16日       | モテモテ！ムール姫                           | ピーマン王子 ゴボウ太郎                                                      | ごぼう               | ヒラヒラやさいスープ                                                                 | ワクドキ☆パーティー | A  | -  |
| 19 | 093 | 11月17日       | アイドルは大変だ!?                           | 小松坂8 小松松男（回想）                                                     | こまつな             | こまつなとぶた肉のあまから煮こみ丼                                                   | ウィーゴー！ ボクらのボトルシップキッチン                                                                                               | A  | -  |
| 19 | 094 | 11月18日       | イララのビックリ大作戦                       | -                                                                            | -                    | -                                                                                    | パパになっちゃった おりょうりアン・ドゥ・トロワ                                                                                         | A  | -  |
| 19 | 095 | 11月19日       | ボクらまんぷく探偵団！“みかん”               | -                                                                            | -                    | まんぷく探偵団 あま～いみかんが食べたい                                              | ワクドキ☆パーティー | A  | -  |
| 20 | 096 | 11月29日       | ムールがさらわれた!?                         | ビーフンダー                                                                 | ビーフン             | かんたん五目ビーフン                                                                 | ウィーゴー！ ボクらのボトルシップキッチン                                                                                               | A  | -  |
| 20 | 097 | 11月30日       | また、ムールがさらわれた!?                   | シラタキング                                                                 | はるさめ             | 中華風はるさめいため                                                                 | それがテッパンフライパン | A  | B  |
| 20 | 098 | 12月1日        | またまた、ムールがさらわれた!?               | スパ・スパーゲン                                                             | スパゲッティ         | かんたんナポリタン                                                                   | ワクドキ☆パーティー | A  | -  |
| 20 | 099 | 12月2日        | クヨヨのトイレトレーニング                   | -                                                                            | -                    | 具たくさんそうめんもち                                                               | 情熱のコネ☆ルンバ それがテッパンフライパン                                                                                              | A  | -  |
| 20 | 100 | 12月3日        | ボクらまんぷく探偵団！“白菜”                 | -                                                                            | -                    | まんぷく探偵団 はくさいはどうやってそだつ？                                          | おりょうりアン・ドゥ・トロワ | A  | -  |
| 21 | 101 | 12月13日       | 笑い続けるムール姫                           | たまねん                                                                     | たまねぎ             | プリプリッ！えびピラフ                                                               | それがテッパンフライパン | A  | A  |
| 21 | 102 | 12月14日       | まんぷくビームがみてみたい!?                 | ハニーギャルギャル                                                           | とり肉               | ローストチキン                                                                       | ワクドキ☆パーティー | A  | -  |
| 21 | 103 | 12月15日       | 怪人がケーキをたべちゃった!?                 | イチゴせいじん虹ごちゃん                                                     | いちご               | いちごのドームケーキ                                                                 | ワクドキ☆パーティー | A  | -  |
| 21 | 104 | 12月16日       | サンタさんがいなくなっちゃった!?             | -                                                                            | -                    | マシュマロゆきだるま クリスマスリースサラダ いちごのサンタ いちごのトナカイ          | - | A  | A  |
| 21 | 105 | 12月17日       | ボクらまんぷく探偵団！“レンコン”             | -                                                                            | -                    | まんぷく探偵団 れんこんのあなをしらべて！                                            | それがテッパンフライパン | A  | -  |
| 22 | 106 | 2022年 1月10日 | だいすけお兄さんがやってきた!?               | ブラックおまめちゃん                                                         | 黒豆                 | 黒ワッサンド                                                                         | まちきれないったらまちきれない（作詞 - 本田水奈子）                                                                                     | A  | -  |
| 22 | 107 | 1月11日        | みんな〜！こーんにーちはー!!                 | かまたくん ぼっこちゃん                                                      | かまぼこ             | かまぼこピカタ                                                                       | まちきれないったらまちきれない | A  | -  |
| 22 | 108 | 1月12日        | 歴史にのこる!?ムールの“顔の柔軟”             | ぺったんたん                                                                 | もち                 | もちもちピザ                                                                         | それがテッパンフライパン | A  | A  |
| 22 | 109 | 1月13日        | ワッサン島から“のど自慢”！                   | -                                                                            | -                    | オレンジゼリー                                                                       | あつまれ!笑顔 ワクドキ☆パーティー ツバメ                                                                                                | A  | -  |
| 22 | 110 | 1月14日        | ボクらまんぷく探偵団！“カニ”                 | -                                                                            | -                    | まんぷく探偵団 おいしいカニを食べたい！                                              | まちきれないったらまちきれない | A  | -  |
| 23 | 111 | 1月24日        | ちいさすぎて気づいてもらえない怪人!?         | 恐怖のアラザン男                                                             | アラザン             | キラキラコインチョコ                                                                 | おかしスキスキ | A  | A  |
| 23 | 112 | 1月25日        | そっくりさんがいっぱい!?                     | ホイップリン                                                                 | 生クリーム           | いちごチョコクレープ                                                                 | それがテッパンフライパン | A  | -  |
| 23 | 113 | 1月26日        | バナナナナナナナーンの弟子                   | バナナナナナナナーン スモモモモモモモーン とろろろろろろろーん おかぴょん    | バナナ               | バナナッツブラウニー                                                                 | 料理はフシギな魔法のツール（作詞 - 本田水奈子）                                                                                         | A  | -  |
| 23 | 114 | 1月27日        | ボクらまんぷく探偵団！“和菓子”前編           | -                                                                            | -                    | まんぷく探偵団 わがしについて調べて！                                                | - | A  | -  |
| 23 | 115 | 1月28日        | ボクらまんぷく探偵団！“和菓子”後編           | -                                                                            | -                    | まんぷく探偵団 わがしについて調べて！                                                | 料理はフシギな魔法のツール | A  | -  |
| 24 | 116 | 2月7日         | ムールの“モッタイナイ”心を取り戻せ！         | ノコステル                                                                   | -                    | -                                                                                    | - | A  | -  |
| 24 | 117 | 2月8日         | 茶色いバナナが大変身！                       | ノコステル                                                                   | -                    | バナナのパンケーキ                                                                   | - | A  | -  |
| 24 | 118 | 2月9日         | 保存の館から脱出せよ！                       | ノコステル                                                                   | -                    | 皮ごとりんごジャム                                                                   | - | A  | -  |
| 24 | 119 | 2月10日        | 怪人作、クックルンのむだづかい絵日記!?       | ノコステル                                                                   | -                    | -                                                                                    | - | A  | -  |
| 24 | 120 | 2月11日        | モッタイナイは世界を救う！                   | ノコステル                                                                   | -                    | -                                                                                    | ツバメ | A  | -  |
| 25 | 121 | 2月21日        | イララとクヨヨのはじめてのおかいもの         | -                                                                            | -                    | お絵かきハッピーチョコ                                                               | まちきれないったらまちきれない | A  | -  |
| 25 | 122 | 2月22日        | ショックを受ける食パン怪人                   | ミスターショッキング                                                         | 食パン               | ふわふわ！あつ焼きたまごサンド                                                       | ウィーゴー！ ボクらのボトルシップキッチン                                                                                               | A  | -  |
| 25 | 123 | 2月23日        | たまご怪人、謎の攻撃をする                   | たまトラ                                                                     | ゆでたまご           | たらタルバーガー                                                                     | おいしーフードいただきます | A  | B  |
| 25 | 124 | 2月24日        | バター怪人のメッセージ                       | バッタバターン                                                               | バター               | かんたんメロンパン                                                                   | 料理はフシギな魔法のツール | A  | B  |
| 25 | 125 | 2月25日        | 宇宙海賊団がやってきた！                     | 宇宙おでん海賊団 オーデン 0サツマル 0ガンモディ 0カニカマージョ              | がんもどき           | がんもグラタン がんものミニバーガー                                                  | それがテッパンフライパン | A  | B  |
| 26 | 126 | 3月7日         | シェルフィッシュ星のヒーロー、再び！         | サツマル ガンモディ カニカマージョ エリンギャー                              | しじみ               | しじみラーメン                                                                       | 料理はフシギな魔法のツール | A  | -  |
| 26 | 127 | 3月8日         | タイゾウの作戦                               | エリンギャー ホワイトタッキー コンブリアン キンチャック キャプテンこんにゃく | エリンギ             | エリンギつくね                                                                       | それがテッパンフライパン | A  | -  |
| 26 | 128 | 3月9日         | ムールとクラムのお別れパーティー             | -                                                                            | クックルンシーフード | クックルンパエリア                                                                   | ワクドキ☆パーティー | A  | -  |
| 26 | 129 | 3月10日        | ムールのひみつ                               | -                                                                            | いちご               | カラフルプリンパフェ                                                                 | おかしスキスキ | A  | -  |
| 26 | 130 | 3月11日        | さようならムール姫                           | -                                                                            | -                    | カラフルプリンパフェ                                                                 | ウィーゴー！ ボクらのボトルシップキッチン                                                                                               | A  | B  |
| 27 | 131 | 3月29日        | ついに決まる!?マイカの必殺技の名前           | バナナナナナナナーン                                                         | -                    | -                                                                                    | まちきれないったらまちきれない それがテッパンフライパン 料理はフシギな魔法のツール                                                      | A  | -  |
| 27 | 132 | 3月30日        | 怪人のねらいは、マイカ!?                     | はんぺんぎん                                                                 | はんぺん             | えびだんごスープ                                                                     | おいしーフードいただきます | A  | B  |
| 27 | 133 | 3月31日        | エビオの車いすに新機能!?                     | ジャガイモモンガー                                                           | じゃがいも           | ニコニコハッシュドポテト                                                             | それがテッパンフライパン | A  | B  |
| 27 | 134 | 4月1日         | マイカが怪人に狙われる理由は？               | キャーベーツー レータースー                                                  | レタス               | 肉みそのレタス包み                                                                   | それがテッパンフライパン | A  | B  |

### 2022年度
| 週 | 話  | 初回放送日    | サブタイトル                             | 怪人                                                                            | テーマ食材         | 料理名・調査内容                                                | 挿入歌                                                                                      | OP | ED |
| -- | --- | ------------- | ---------------------------------------- | ------------------------------------------------------------------------------- | ------------------ | --------------------------------------------------------------- | ------------------------------------------------------------------------------------------- | -- | -- |
| 01 | 01  | 2022年 4月4日 | クックルン質問スペシャル！               | -                                                                               | -                  | -                                                               | -                                                                                           | A  | A  |
| 01 | 02  | 4月5日        | ボクらまんぷく探偵団！“じゃがいも”前編   | -                                                                               | -                  | まんぷく探偵団 じゃがいものそだてかたをしらべて！               | -                                                                                           | A  | -  |
| 01 | 03  | 4月6日        | ボクらまんぷく探偵団！“じゃがいも”後編   | -                                                                               | -                  | まんぷく探偵団 じゃがいものそだてかたをしらべて！               | おいしーフードいただきます                                                                  | A  | -  |
| 02 | 04  | 4月11日       | ヒーローも怪人もいろいろだ               | デビルキャビア すじこデーモン                                                   | たらこ             | 3色クルクルずし                                                 | 料理はフシギな魔法のツール                                                                  | A  | -  |
| 02 | 05  | 4月12日       | 油断大敵の赤ちゃん怪人                   | しーらちゃん                                                                    | しらす干し         | カラフルふわたま煮                                              | それがテッパンフライパン                                                                    | A  | A  |
| 02 | 06  | 4月13日       | 消えたタコ焼き                           | たこやきマント シュリンプリン                                                   | さくらえび         | さくらえびの和風クリームパスタ                                  | まちきれないったらまちきれない                                                              | A  | A  |
| 03 | 07  | 4月18日       | お料理クイズスペシャル！                 | グミお いかすみパスタゲッソー とプッコーン                                      | -                  | -                                                               | -                                                                                           | A  | A  |
| 03 | 08  | 4月19日       | ボクらまんぷく探偵団！“うど”前編         | -                                                                               | -                  | まんぷく探偵団 とくべつな場所でそだてられる野菜!?               | -                                                                                           | A  | -  |
| 03 | 09  | 4月20日       | ボクらまんぷく探偵団！“うど”後編         | -                                                                               | -                  | まんぷく探偵団 とくべつな場所でそだてられる野菜!?               | ワクドキ☆パーティー                                                                         | A  | -  |
| 04 | 010 | 5月2日        | ムールは彼氏がほしい!?                   | 皮村皮蔵 タネ子 皮田皮伸                                                        | ギョーザのかわ     | パリパリ野菜サラダ                                              | まちきれないったらまちきれない                                                              | A  | -  |
| 04 | 011 | 5月3日        | 怪人は、電子レンジのチンが好き!?         | チンアスパラ                                                                    | アスパラガス       | アスパラチキンロール                                            | おりょうりアン・ドゥ・トロワ                                                                | A  | -  |
| 04 | 012 | 5月4日        | マイカの“まんぷくワッサンラジオ”         | DJホースラブ                                                                    | にんじん           | キャロットクリームスープ                                        | 料理はフシギな魔法のツール                                                                  | A  | B  |
| 05 | 013 | 5月9日        | クヨッペンスペシャル企画                 | キャロ太郎 キャロ子                                                             | -                  | フルーツクリームビスケット DE                                   | -                                                                                           | A  | -  |
| 05 | 014 | 5月10日       | スペシャル企画☆踊るクヨちゃんに意見する  | -                                                                               | -                  | もみもみヨーグルトドリンク DE                                   | -                                                                                           | A  | -  |
| 05 | 015 | 5月11日       | スペシャル企画☆クヨちゃん食リポクイズ！  | -                                                                               | -                  | しらすトースト DE                                               | -                                                                                           | A  | B  |
| 06 | 016 | 5月16日       | ムールが怪人になっちゃった!?             | -                                                                               | ぎゅうにゅう       | ぶどう形レーズンパン                                            | 情熱のコネ☆ルンバ                                                                           | A  | A  |
| 06 | 017 | 5月17日       | タイゾウ、走る！                         | ブルーブルーブルー                                                              | ブルーベリー       | フルーツ水まんじゅう                                            | おかしスキスキ                                                                              | A  | -  |
| 06 | 018 | 5月18日       | ヒーローも怪人も反抗期?!                 | エッグイエローボンバー エッグホワイトマミー                                     | たまごの黄身       | バナナカスタードタルト                                          | おかしスキスキ                                                                              | A  | B  |
| 07 | 019 | 5月23日       | 挑戦！かたづけクエスト“食器をしまう”     | -                                                                               | -                  | -                                                               | -                                                                                           | A  | A  |
| 07 | 020 | 5月24日       | ボクらまんぷく探偵団！“タケノコ”前編     | -                                                                               | -                  | まんぷく探偵団 “ちくりん”でとれる春の野菜をしらべて！           | 料理はフシギな魔法のツール                                                                  | A  | -  |
| 07 | 021 | 5月25日       | ボクらまんぷく探偵団！“タケノコ”後編     | -                                                                               | -                  | まんぷく探偵団 “ちくりん”でとれる春の野菜をしらべて！           | ウィー・アー・島生まれ                                                                      | A  | -  |
| 08 | 022 | 6月6日        | 怪人はもめるのがお好き                   | ビンビンビーフ ポンポンポーク                                                   | 合いびき肉         | タコはなくともタコライス                                        | それがテッパンフライパン                                                                    | A  | B  |
| 08 | 023 | 6月7日        | マイカの“パセリ食べるぞ！大作戦”         | パンセリン                                                                      | パセリ             | シーフードリゾット                                              | おいしーフードいただきます                                                                  | A  | B  |
| 08 | 024 | 6月8日        | ムールのティアラ争奪戦!?                 | ニンジンドリルン                                                                | にんじん           | モチモチ五目ごはん                                              | 料理はフシギな魔法のツール                                                                  | A  | A  |
| 09 | 025 | 6月13日       | クックルン☆おたよりスペシャル！          | -                                                                               | -                  | フルーツたっぷり豆乳ゼリー                                      | おかしスキスキ                                                                              | A  | -  |
| 09 | 026 | 6月14日       | ボクらまんぷく探偵団！“アサリ”前編       | -                                                                               | -                  | まんぷく探偵団 あさりを見つけてきて！                           | ウィーゴー！ ボクらのボトルシップキッチン                                                   | A  | -  |
| 09 | 027 | 6月15日       | ボクらまんぷく探偵団！“アサリ”後編       | -                                                                               | -                  | まんぷく探偵団 あさりを見つけてきて！                           | ワクドキ☆パーティー                                                                         | A  | -  |
| 10 | 028 | 7月4日        | “錦鯉”がワッサン島にやってきた！         | ゼラ村チン太郎                                                                  | ゼラチン           | レアチーズミニタルト                                            | まちきれないったらまちきれない                                                              | A  | -  |
| 10 | 029 | 7月5日        | 長谷川さんが、クックルンになっちゃった！ | 恐怖！ウォタメロ男！                                                            | スイカ             | プルプルフルーツゼリー                                          | おかしスキスキ                                                                              | A  | -  |
| 10 | 030 | 7月6日        | 錦鯉の正体                               | だーえのめーまー                                                                | えだまめ           | カラフルゼリーサラダ                                            | 料理はフシギな魔法のツール                                                                  | A  | B  |
| 11 | 031 | 7月11日       | クヨッペンと錦鯉のお猿さん対決！         | かまぼっこ ジュースン!! れもんきりーん                                          | -                  | キラキラサラダ DE                                               | -                                                                                           | A  | B  |
| 11 | 032 | 7月12日       | ボクらまんぷく探偵団！“さくらんぼ”前編   | -                                                                               | -                  | まんぷく探偵団 さくらんぼがどうできてるか調べて！               | -                                                                                           | A  | -  |
| 11 | 033 | 7月13日       | ボクらまんぷく探偵団！“さくらんぼ”後編   | -                                                                               | -                  | まんぷく探偵団 さくらんぼがどうできてるか調べて！               | おかしスキスキ                                                                              | A  | -  |
| 12 | 034 | 7月18日       | “だるまさんが転んだ大会”で優勝したい！   | だるまトメイトさん                                                              | トマト             | バターチキンカレー                                              | ハピハピ☆クッキン（作詞 - 本田水奈子）                                                      | A  | -  |
| 12 | 035 | 7月19日       | ピーマン王子が選んだ道                   | -                                                                               | ピーマン           | ピーマンの肉づめ                                                | 料理はフシギな魔法のツール                                                                  | A  | -  |
| 12 | 036 | 7月20日       | 優勝賞品は、間が悪いマグロ!?             | ハチ・ミッツン マグマグ                                                         | まぐろ             | あまからまぐろの山かけ丼                                        | おいしーフードいただきます                                                                  | A  | A  |
| 13 | 037 | 8月1日        | ナス怪人は、自分のヘタがお気に入り       | ミセス ナスビーナス                                                             | なす               | まんまる☆まんげつオムレツ                                       | まちきれないったらまちきれない                                                              | A  | B  |
| 13 | 038 | 8月2日        | タイゾウがつくった味噌(みそ)が完成！     | ピッタリミソシール                                                              | みそ               | トマとんじる                                                    | 料理はフシギな魔法のツール                                                                  | A  | B  |
| 13 | 039 | 8月3日        | ガールちゃんの過去                       | ズッチー ズチぽよ                                                               | チーズ             | エビピザトースト                                                | ハピハピ☆クッキン                                                                           | A  | B  |
| 14 | 040 | 8月8日        | おじさん張り切って“クヨポヨ〜！”         | -                                                                               | -                  | アイスバナナパフェ DE                                           | -                                                                                           | A  | B  |
| 14 | 041 | 8月9日        | ボクらまんぷく探偵団！“メロン”前編       | -                                                                               | -                  | まんぷく探偵団 メロンについてしらべて！                         | 情熱のコネ☆ルンバ                                                                           | A  | -  |
| 14 | 042 | 8月10日       | ボクらまんぷく探偵団！“メロン”後編       | -                                                                               | -                  | まんぷく探偵団 メロンについてしらべて！                         | ハピハピ☆クッキン                                                                           | A  | B  |
| 15 | 043 | 8月15日       | クックルン博物館 怪談シリーズ（1）       | アイムソーメン                                                                  | そうめん           | そうめんチャンプルー                                            | 料理はフシギな魔法のツール                                                                  | A  | A  |
| 15 | 044 | 8月16日       | クックルン博物館 怪談シリーズ（2）       | チャイヌードル                                                                  | 中華めん           | うめぶたひやし中華                                              | ウィーゴー！ ボクらのボトルシップキッチン                                                   | A  | -  |
| 15 | 045 | 8月17日       | クックルン博物館 怪談シリーズ（3）       | スパゲニャン                                                                    | スパゲッティ       | ミートソーススパゲッティ                                        | meat you ミート ユー meet you（作詞 - 熊野ひよこ）                                          | A  | B  |
| 16 | 046 | 8月22日       | アズキ先輩と沖縄スペシャル！（1）        | -                                                                               | -                  | 青パパイアとチラガーの細切りいため煮                            | -                                                                                           | A  | -  |
| 16 | 047 | 8月23日       | アズキ先輩と沖縄スペシャル！（2）        | -                                                                               | -                  | イラブチャーのしお煮                                            | -                                                                                           | A  | -  |
| 16 | 048 | 8月24日       | アズキ先輩と沖縄スペシャル！（3）        | -                                                                               | -                  | ポーポー                                                        | -                                                                                           | A  | -  |
| 17 | 049 | 9月5日        | いとうあさこさんがクックルンに登場！     | ちん・げんこ                                                                    | チンゲンサイ       | チンゲンサイのクリーム煮                                        | ハピハピ☆クッキン                                                                           | A  | -  |
| 17 | 050 | 9月6日        | あさこさんがクックルンになっちゃった!?   | くり林太郎                                                                      | くりのかんろ煮     | くりたっぷりどら焼き                                            | まちきれないったらまちきれない                                                              | A  | B  |
| 17 | 051 | 9月7日        | あさこさんとムールのガチンコ対決！       | サツマイモリくん                                                                | さつまいも         | スティックさつまいも                                            | それがテッパンフライパン                                                                    | A  | B  |
| 18 | 052 | 9月12日       | クヨポヨとアサピーニョ                   | -                                                                               | -                  | ねばねばのっけごはん DE                                         | -                                                                                           | A  | A  |
| 18 | 053 | 9月13日       | クックルン歌スペシャル！                 | -                                                                               | -                  | ジンジャーシロップのミルクわり                                  | meat you ミート ユー meet you おりょうりアン・ドゥ・トロワ ハピハピ☆クッキン おかしスキスキ | A  | -  |
| 18 | 054 | 9月14日       | ボクらまんぷく探偵団“じゃがいも”収穫編   | -                                                                               | -                  | -                                                               | おいしーフードいただきます                                                                  | A  | -  |
| 19 | 055 | 9月19日       | 新しいカフェの店長は？                   | キンキンチキン                                                                  | とり肉             | とり手羽のさっぱり煮                                            | meat you ミート ユー meet you                                                               | A  | -  |
| 19 | 056 | 9月20日       | なかなかカフェがお披露目できない！       | ホワイトウォーターフォール                                                      | しらたき           | しみしみ肉じゃが                                                | まちきれないったらまちきれない                                                              | A  | -  |
| 19 | 057 | 9月21日       | ハンサム宇宙人のお通りだい！             | ニラんでニラんでニラミちゃん                                                    | にら               | 手作りギョーザ                                                  | 料理はフシギな魔法のツール                                                                  | A  | -  |
| 20 | 058 | 10月3日       | オープン初日からハプニング！             | イクラマザー                                                                    | さけ               | さけのコロコロムニエル                                          | ワッショイおさかな祭り（作詞 - 水井心太）                                                   | A  | -  |
| 20 | 059 | 10月4日       | 鯖はトイレの花子さんが好き!?             | サバサバガール                                                                  | さば               | さばのみそ煮                                                    | それがテッパンフライパン                                                                    | A  | -  |
| 20 | 060 | 10月5日       | 怪人の人生で一番うれしい日               | ウホウホダイコング                                                              | さんまのひらきぼし | さんまポテト                                                    | ワッショイおさかな祭り                                                                      | A  | A  |
| 21 | 061 | 10月10日      | 続・かおながいくんの冒険                 | -                                                                               | -                  | さつまいもの茶きんしぼり DE                                     | -                                                                                           | A  | B  |
| 21 | 062 | 10月11日      | ボクらまんぷく探偵団！“はちみつ”前編     | -                                                                               | -                  | まんぷく探偵団 はちみつについてしらべて！                       | -                                                                                           | A  | A  |
| 21 | 063 | 10月12日      | ボクらまんぷく探偵団！“はちみつ”後編     | -                                                                               | -                  | まんぷく探偵団 はちみつについてしらべて！                       | ワッショイおさかな祭り                                                                      | A  | -  |
| 22 | 064 | 10月17日      | ムール店長のカフェが大人気！             | 米田米男                                                                        | 米                 | 肉巻きチーズおにぎり                                            | meat you ミート ユー meet you                                                               | A  | -  |
| 22 | 065 | 10月18日      | ムールがテレビ番組デビュー!?             | 恐怖のもっちり男                                                                | もち米             | もち米シューマイ                                                | ハピハピ☆クッキン                                                                           | A  | -  |
| 22 | 066 | 10月19日      | あっちこっちでハロウィーンパーティー     | ナンデモ変身マン                                                                | かぼちゃ           | かぼちゃのミートグラタン                                        | それがテッパンフライパン                                                                    | A  | -  |
| 23 | 067 | 10月24日      | 田舎暮らし体験スペシャル！～前編         | -                                                                               | -                  | -                                                               | -                                                                                           | A  | -  |
| 23 | 068 | 10月25日      | 田舎暮らし体験スペシャル！～中編         | -                                                                               | -                  | -                                                               | -                                                                                           | A  | -  |
| 23 | 069 | 10月26日      | 田舎暮らし体験スペシャル！～後編         | -                                                                               | -                  | -                                                               | まちきれないったらまちきれない                                                              | A  | -  |
| 24 | 070 | 11月7日       | クラムの新しい必殺技                     | アップルンプルン                                                                | りんご             | ミニアップルパイ                                                | ペコペコビーム（作詞 - 本田水奈子）                                                         | A  | -  |
| 24 | 071 | 11月8日       | マイカをこっちによこしてくれマイカ!?     | ダジャレモン                                                                    | えび               | えびとブロッコリーのニンニクいため                              | ワッショイおさかな祭り                                                                      | A  | -  |
| 24 | 072 | 11月9日       | いっせーのっせーで、はい！               | キウイーン少年合唱団                                                            | キウイ             | ふわふわフルーツサンド                                          | ペコペコビーム                                                                              | A  | B  |
| 25 | 073 | 11月14日      | 最近の怪人は、だらしない!?               | モチモッチ（採用） イケメンワカメ（採用） シュマシー（採用） めちゃんこ強いマン | -                  | フレンチトースト DE                                             | -                                                                                           | A  | B  |
| 25 | 074 | 11月15日      | ボクらまんぷく探偵団！“チーズ”前編       | -                                                                               | -                  | まんぷく探偵団 めずらしいミルクで作ったチーズについてしらべて！ | -                                                                                           | A  | B  |
| 25 | 075 | 11月16日      | ボクらまんぷく探偵団！“チーズ”後編       | -                                                                               | -                  | まんぷく探偵団 めずらしいミルクで作ったチーズについてしらべて！ | -                                                                                           | A  | -  |
| 26 | 076 | 11月21日      | ジェリーが帰ってくる！                   | ダイズンズン                                                                    | だいずの水煮       | だいずのスパイシーミートソース                                  | それがテッパンフライパン                                                                    | A  | -  |
| 26 | 077 | 11月22日      | タイゾウのストレス解消法                 | ダイズンズン                                                                    | もめんどうふ       | とうふチーズボール                                              | 情熱のコネ☆ルンバ                                                                           | A  | A  |
| 26 | 078 | 11月23日      | マイカのパパからの手紙                   | ダイズンズン                                                                    | 豆乳               | 黒ごま豆乳プリン                                                | おかしスキスキ                                                                              | A  | -  |
| 27 | 079 | 12月5日       | マイカのパパの秘密                       | バッタバターン                                                                  | バター             | チョコナッツスコーン                                            | おかしスキスキ                                                                              | A  | A  |
| 27 | 080 | 12月6日       | お別れは、かなしいたけ                   | ホニャララしいたけ                                                              | しいたけ           | 手作り肉まん                                                    | meat you ミート ユー meet you                                                               | A  | -  |
| 27 | 081 | 12月7日       | 甘い滝が流れる木                         | メーシロプルップル                                                              | 米粉               | 米粉のパンケーキ                                                | ハピハピ☆クッキン                                                                           | A  | B  |
| 28 | 082 | 12月12日      | クヨッペンの保育参観                     | -                                                                               | -                  | ゆでたまごのボートサラダ DE                                     | -                                                                                           | A  | -  |
| 28 | 083 | 12月13日      | ボクらまんぷく探偵団！“うどん”前編       | -                                                                               | -                  | まんぷく探偵団 うどんについてしらべて！                         | それがテッパンフライパン                                                                    | A  | -  |
| 28 | 084 | 12月14日      | ボクらまんぷく探偵団！“うどん”後編       | -                                                                               | -                  | まんぷく探偵団 うどんについてしらべて！                         | ペコペコビーム                                                                              | A  | B  |
| 29 | 085 | 12月19日      | まいぜんシスターズがやってきた!?         | じゃがい婆さん                                                                  | じゃがいも         | ホクホクポトフ                                                  | ペコペコビーム                                                                              | A  | A  |
| 29 | 086 | 12月20日      | クックルンもブロックになっちゃった!?     | バッタバターン                                                                  | バター             | シーフードドリア                                                | おいしーフードいただきます                                                                  | A  | -  |
| 29 | 087 | 12月21日      | クヨッペンのダイエット作戦               | ストロベリンチョ                                                                | いちご             | いちごのフライパンケーキ                                        | おかし いとをかし（作詞 - 熊野ひよこ）                                                      | A  | B  |
| 30 | 088 | 12月26日      | 海の中で戦ってみた                       | 海苔村海苔夫                                                                    | 焼きのり           | やきにくライスサンド                                            | ウィーゴー！ ボクらのボトルシップキッチン                                                   | A  | A  |
| 30 | 089 | 12月27日      | また海の中で戦ってみた                   | ソルティキャット                                                                | とりひき肉         | チキンナゲット                                                  | それがテッパンフライパン                                                                    | A  | -  |
| 30 | 090 | 12月28日      | またまた海の中で戦ってみた               | ソルティホース                                                                  | ぶた肉             | 豚肉のケチャップソテー                                          | まちきれないったらまちきれない                                                              | A  | B  |
| 31 | 091 | 2023年 1月9日 | クイズタイゾウ                           | MCボッコ                                                                        | かまぼこ           | かまぼこドッグ                                                  | それがテッパンフライパン                                                                    | A  | B  |
| 31 | 092 | 1月10日       | 第2回クイズタイゾウ                      | バンブリン                                                                      | ちくわ             | 黒豆とちくわのかきあげ                                          | チャーチューチョーみりょう!!（作詞 - SASUKE）                                               | A  | -  |
| 31 | 093 | 1月11日       | 第3回クイズタイゾウ                      | コッシャーン                                                                    | こしあん           | いちご大福                                                      | おかし いとをかし                                                                           | A  | A  |
| 32 | 094 | 1月16日       | なぞ解き脱出ゲームに挑戦！               | -                                                                               | -                  | コロコロおにぎり DE                                             | -                                                                                           | A  | B  |
| 32 | 095 | 1月17日       | ボクらまんぷく探偵団！“こんにゃく”前編   | -                                                                               | -                  | まんぷく探偵団 こんにゃくについてしらべて！                     | -                                                                                           | A  | -  |
| 32 | 096 | 1月18日       | ボクらまんぷく探偵団！“こんにゃく”後編   | -                                                                               | -                  | まんぷく探偵団 こんにゃくについてしらべて！                     | おかし いとをかし                                                                           | A  | -  |
| 33 | 097 | 1月23日       | レンコンの穴から出てくる疲れたヒーロー   | おつかれんこん                                                                  | れんこん           | れんこんだんご                                                  | ペコペコビーム                                                                              | A  | -  |
| 33 | 098 | 1月24日       | くしゃみが出るのはどんなとき？           | こしょう婦人                                                                    | だいこん           | マーボーだいこんどんぶり                                        | それがテッパンフライパン                                                                    | A  | -  |
| 33 | 099 | 1月25日       | 元!?甘いマスクの怪人                     | ハチミツ王子                                                                    | ごぼう             | ごぼうのかりんとう                                              | おかし いとをかし                                                                           | A  | -  |
| 34 | 100 | 2月6日        | まぐろのチョコを買ったのは？             | チョコ冷凍庫                                                                    | チョコレート       | チョコもっち～                                                  | おかし いとをかし                                                                           | A  | -  |
| 34 | 101 | 2月7日        | マイカがどうしても気になること           | マロマロ                                                                        | マシュマロ         | チョコマシュマカロン                                            | おかしスキスキ                                                                              | A  | -  |
| 34 | 102 | 2月8日        | マイカがクックルンをやめる!?             | コーンフレーク咲かせ爺さん                                                      | コーンフレーク     | ざくざくクッキー                                                | おかし いとをかし                                                                           | A  | B  |
| 35 | 103 | 2月13日       | クヨッペンプレゼンツ謎解き脱出ゲーム     | -                                                                               | -                  | チョコクッキー DE                                               | -                                                                                           | A  | -  |
| 35 | 104 | 2月14日       | ボクらまんぷく探偵団！“のり”前編         | -                                                                               | -                  | まんぷく探偵団 のりについてしらべて！                           | -                                                                                           | A  | -  |
| 35 | 105 | 2月15日       | ボクらまんぷく探偵団！“のり”後編         | -                                                                               | -                  | まんぷく探偵団 のりについてしらべて！                           | チャーチューチョーみりょう!!                                                                | A  | -  |
| 36 | 106 | 2月20日       | つなわたりでマイカを取り戻せ！           | ウードン                                                                        | うどん             | カルボナーラうどん                                              | まちきれないったらまちきれない                                                              | A  | -  |
| 36 | 107 | 2月21日       | 空中ブランコでマイカを取り戻せ！         | パスータ                                                                        | スパゲッティ       | なっとうツナスパゲッティ                                        | ハピハピ☆クッキン                                                                           | A  | -  |
| 36 | 108 | 2月22日       | 鼻息で飛ばされて、世界一周旅行           | ビーフンフン                                                                    | ビーフン           | ビーフンサラダ                                                  | ペコペコビーム                                                                              | A  | -  |
| 37 | 109 | 3月6日        | ゴロゴロ転がるダンゴロウ                 | -                                                                               | -                  | ヨーグルトスコーン DE                                           | -                                                                                           | A  | -  |
| 37 | 110 | 3月7日        | ボクらまんぷく探偵団！“納豆”前編         | -                                                                               | -                  | まんぷく探偵団 なっとうについてしらべて！                       | -                                                                                           | A  | -  |
| 37 | 111 | 3月8日        | ボクらまんぷく探偵団！“納豆”後編         | -                                                                               | -                  | まんぷく探偵団 なっとうについてしらべて！                       | まちきれないったらまちきれない                                                              | A  | -  |
| 38 | 112 | 3月13日       | 宇宙海賊団オーデンのうわさ               | アツアゲドン                                                                    | あつあげ           | あつあげハンバーグ                                              | ペコペコビーム                                                                              | A  | -  |
| 38 | 113 | 3月14日       | ついにクックルンの正体がばれる!?         | 宇宙おでん海賊団 オーデン 0ダーシー キクラーゲン                                | きくらげ           | きくらげのかきたまスープごはん                                  | ハピハピ☆クッキン                                                                           | A  | -  |
| 38 | 114 | 3月15日       | 敵となったマイカのパパ                   | 宇宙おでん海賊団 オーデン 0ダーシー ミツバリアン                                | みつば             | しみしみ親子丼                                                  | まちきれないったらまちきれない                                                              | A  | -  |
| 39 | 115 | 3月21日       | ムールの必殺技                           | 宇宙おでん海賊団 オーデン 0ダーシー                                             | たけのこの水煮     | たけのこそぼろごはん                                            | それがテッパンフライパン                                                                    | A  | -  |
| 39 | 116 | 3月21日       | マイカが見つけた指輪の秘密               | 宇宙おでん海賊団 オーデン 0ダーシー                                             | なのはな           | なのはなキッシュ                                                | ペコペコビーム                                                                              | A  | A  |
| 39 | 117 | 3月22日       | おわりよければ、すべてよし               | 宇宙おでん海賊団 オーデン 0ダーシー                                             | なのはな           | なのはなキッシュ                                                | ウィーゴー！ ボクらのボトルシップキッチン                                                   | A  | -  |

### 2023年度
ウィー・アー・島生まれの歌詞・映像が前年度までのものから変更された。
| 週 | 話  | 初回放送日    | サブタイトル                             | 怪人                                                                                        | テーマ食材     | 料理名・調査内容                            | 挿入歌 | OP | ED |
| -- | --- | ------------- | ---------------------------------------- | ------------------------------------------------------------------------------------------- | -------------- | ------------------------------------------- | --- | -- | -- |
| 01 | 01  | 2023年 4月3日 | 新クックルン誕生！                       | オバゲット                                                                                  | -              | -                                           | - | -  | C  |
| 01 | 02  | 4月4日        | 初めてのクッキンバトル                   | オバゲット                                                                                  | -              | いろとりどりのオープンサンド                | 影のヒーロー クックルンシャドー                                                                                          | B  | C  |
| 01 | 03  | 4月5日        | 怪人からは逃げるが勝ち!?                 | 緑玉之介                                                                                    | -              | キャベツとハムのココット                    | 影のヒーロー クックルンシャドー                                                                                          | B  | C  |
| 02 | 04  | 4月10日       | ソレイユの必殺技                         | キューカンばあさん                                                                          | -              | おからサラダ                                | 影のヒーロー クックルンシャドー                                                                                          | B  | -  |
| 02 | 05  | 4月11日       | ルーナの必殺技                           | バナナナナナナナーン                                                                        | -              | パイのスイーツバスケット                    | 影のヒーロー クックルンシャドー                                                                                          | B  | C  |
| 02 | 06  | 4月12日       | みんな、ビックリした？                   | 宗誠司                                                                                      | -              | ジャーマンポテト                            | 影のヒーロー クックルンシャドー                                                                                          | B  | -  |
| 03 | 07  | 4月17日       | クヨッペン料理回〜いちごのトライフル     | -                                                                                           | -              | いちごのトライフル DE                       | - | C  | -  |
| 03 | 08  | 4月18日       | “にんじん”について調べよう！前編         | -                                                                                           | -              | にんじん                                    | それがテッパンフライパン                                                                                                 | C  | -  |
| 03 | 09  | 4月19日       | “にんじん”について調べよう！後編         | -                                                                                           | -              | にんじん                                    | おりょうりアン・ドゥ・トロワ                                                                                             | C  | -  |
| 04 | 010 | 5月1日        | 怪人が叱られちゃった！                   | ジャイガーマスク                                                                            | じゃがいも     | コロコロやきコロッケ                        | それがテッパンフライパン                                                                                                 | C  | -  |
| 04 | 011 | 5月2日        | ささったり、ささらなかったり             | コブコブン てばカマキリ しょうがりゅう アス原ガス男                                         | アスパラガス   | アスパラガスのひき肉巻き                    | ペコペコビーム | C  | -  |
| 04 | 012 | 5月3日        | なぞなぞのこたえは？                     | ショック！パン兄弟 0パン太 0パン次郎 0パン蔵 0パン吉 0パン兵衛 0パン左衛門                  | 食パン         | オニオントーストスープ                      | まちきれないったらまちきれない                                                                                           | C  | -  |
| 05 | 013 | 5月8日        | クヨッペン料理回〜食べているのは何？     | -                                                                                           | -              | くるくるサンドイッチ DE                     | - | C  | -  |
| 05 | 014 | 5月9日        | ボクらまんぷく探偵団！“しらす”前編       | -                                                                                           | -              | しらす                                      | 影のヒーロー クックルンシャドー                                                                                          | C  | -  |
| 05 | 015 | 5月10日       | ボクらまんぷく探偵団！“しらす”後編       | -                                                                                           | -              | しらす                                      | 影のヒーロー クックルンシャドー                                                                                          | C  | -  |
| 06 | 016 | 5月15日       | マイカのパパは食べ盛り!?                 | ビスポケット                                                                                | ビスケット     | いちごたっぷりレアチーズケーキ              | おかしスキスキ | C  | A  |
| 06 | 017 | 5月16日       | エビオは今日もポジティブ                 | サラサラパウダーズ 0キナパウダー 0ハクリキパウダー 0シュガパウダー                          | きな粉         | きな粉クッキー                              | おかし いとをかし | C  | A  |
| 06 | 018 | 5月17日       | グーで勝てば最強                         | チヨコレイト                                                                                | チョコレート   | ぷるぷるチョコレートムース                  | おかしスキスキ | C  | -  |
| 07 | 019 | 5月22日       | おたよりSP～卵なしでふんわりケーキ       | -                                                                                           | -              | 豆乳のふんわりケーキ                        | おかし いとをかし | C  | -  |
| 07 | 020 | 5月23日       | ボクらまんぷく探偵団！“ブロッコリー”前編 | -                                                                                           | -              | ブロッコリー                                | ハピハピ☆クッキン | C  | -  |
| 07 | 021 | 5月24日       | ボクらまんぷく探偵団！“ブロッコリー”後編 | -                                                                                           | -              | ブロッコリー                                | チャーチューチョーみりょう!!                                                                                             | C  | -  |
| 08 | 022 | 5月29日       | ほっとしたような、がっかりしたような     | あんこちゃん・わんこちゃん シューマイヒーロー怪人 怪人にんじんじん ミーカンカン             | -              | みかんとヨーグルトの２色ゼリー              | 影のヒーロー クックルンシャドー                                                                                          | C  | C  |
| 08 | 023 | 5月30日       | カッキーン!!                             | アボカノドン                                                                                | -              | サラダ太巻き                                | 影のヒーロー クックルンシャドー                                                                                          | C  | -  |
| 08 | 024 | 5月31日       | しみぬきが大変です！                     | 夕日のプチャッケ                                                                            | -              | だいこんナポリタン                          | 影のヒーロー クックルンシャドー                                                                                          | C  | -  |
| 09 | 025 | 6月5日        | 空はなんで青いんだろう？                 | -                                                                                           | -              | バナナクリームサンド DE                     | - | C  | -  |
| 09 | 026 | 6月6日        | ボクらまんぷく探偵団！“うなぎ”前編       | -                                                                                           | -              | うなぎ                                      | 影のヒーロー クックルンシャドー                                                                                          | C  | -  |
| 09 | 027 | 6月7日        | ボクらまんぷく探偵団！“うなぎ”後編       | -                                                                                           | -              | うなぎ                                      | 影のヒーロー クックルンシャドー                                                                                          | C  | -  |
| 10 | 028 | 6月12日       | ムールにモテキ到来!?                     | シラタッキー                                                                                | しらたき       | しらたきチャプチェ                          | まちきれないったらまちきれない                                                                                           | C  | -  |
| 10 | 029 | 6月13日       | 怪人だって多様性!?                       | メガトンモヤッシャー                                                                        | もやし         | オムもやし                                  | それがテッパンフライパン                                                                                                 | C  | -  |
| 10 | 030 | 6月14日       | ルーナのピンチを救ったのは？             | ズンズンズッキー                                                                            | ズッキーニ     | ズッキーニのチーズパン粉焼き                | おりょうりアン・ドゥ・トロワ                                                                                             | C  | -  |
| 11 | 031 | 7月3日        | 華麗な攻撃でカレーにされちゃった!?       | 華麗なるカレー子                                                                            | カレー粉       | タンドリーチキン                            | meat you ミート ユー meet you                                                                                            | C  | A  |
| 11 | 032 | 7月4日        | タイゾウとハナゲとパンプルピー           | ナンテコッタ                                                                                | ブルーベリー   | ブルーベリーパンナコッタ                    | そうさボクらはキッチン戦隊クックルン（作詞 - 水井心太）                                                                  | C  | -  |
| 11 | 033 | 7月5日        | ムールがゲームで巨木をゲット!?           | パインキャッチャーボーイ                                                                    | パイナップル   | パイナップルタルト                          | おかし いとをかし | C  | B  |
| 12 | 034 | 7月10日       | クヨッペン料理回～プレゼンごっこ         | -                                                                                           | -              | おふラスク DE                               | - | C  | -  |
| 12 | 035 | 7月11日       | ボクらまんぷく探偵団！“ピーマン”前編     | -                                                                                           | -              | ピーマン                                    | いついつスイーツ（作詞 - 本田水奈子）                                                                                    | C  | -  |
| 12 | 036 | 7月12日       | ボクらまんぷく探偵団！“ピーマン”後編     | -                                                                                           | -              | ピーマン                                    | いついつスイーツ（作詞 - 本田水奈子）                                                                                    | C  | -  |
| 13 | 037 | 7月17日       | むむっ!?                                 | パープーちゃん                                                                              | パプリカ       | カレーピラフ                                | 料理はフシギな魔法のツール                                                                                               | C  | B  |
| 13 | 038 | 7月18日       | 消えたツリーハウスのなぞ                 | MC 玉ちゃん                                                                                 | たまねぎ       | ぶた肉ロール                                | そうさボクらはキッチン戦隊クックルン                                                                                     | C  | -  |
| 13 | 039 | 7月19日       | ちょっとまっと!!                         | ミスターちょっと待っと                                                                      | トマト         | トマト牛丼                                  | ハピハピ☆クッキン | C  | -  |
| 14 | 040 | 7月31日       | ハグが叱られちゃった！                   | マジシャーメン                                                                              | -              | 肉みそそうめん                              | 影のヒーロー クックルンシャドー                                                                                          | C  | -  |
| 14 | 041 | 8月1日        | ツリーハウスに名前をつけよう！           | タッピー                                                                                    | -              | フルーツタピオカ                            | いついつスイーツ | C  | -  |
| 14 | 042 | 8月2日        | タイゾウの恋わずらい!?                   | ショーユーコット                                                                            | -              | とりのてりやき                              | Go!Go!めざめよフライパン（作詞 - 本田水奈子）                                                                            | C  | -  |
| 15 | 043 | 8月7日        | クヨヨがぼんやりしちゃうわけ             | -                                                                                           | -              | ふりふりシャーベット DE                     | - | C  | -  |
| 15 | 044 | 8月8日        | ボクらまんぷく探偵団！“バナナ”前編       | -                                                                                           | -              | バナナ                                      | そうさボクらはキッチン戦隊クックルン                                                                                     | C  | -  |
| 15 | 045 | 8月9日        | ボクらまんぷく探偵団！“バナナ”後編       | -                                                                                           | -              | バナナ                                      | それがテッパンフライパン                                                                                                 | C  | -  |
| 16 | 046 | 8月14日       | ムールが怪人を倒す!?                     | （胡椒怪人）                                                                                | こしょう       | モロヘイヤのとろとろスープ                  | おりょうりアン・ドゥ・トロワ                                                                                             | C  | -  |
| 16 | 047 | 8月15日       | クックルンキング、誕生!?                 | ガガガーリック                                                                              | にんにく       | なすのトマトチーズペンネ                    | チャーチューチョーみりょう!!                                                                                             | C  | -  |
| 16 | 048 | 8月16日       | みんながマイカになりたがる               | スーパーマンゴー                                                                            | マンゴー       | マンゴーティラミス                          | おかしスキスキ | C  | -  |
| 17 | 049 | 8月21日       | クックルン総集編(1)                      | チクワンワン ノリ山ノリ太郎                                                                 | -              | ちくわのコロコロサラダ たらこクリームうどん | - | C  | -  |
| 17 | 050 | 8月22日       | クックルン総集編(2)                      | サツマル ガンモディ カニカマージョ エリンギャー キャプテンこんにゃく                        | -              | -                                           | - | C  | -  |
| 17 | 051 | 8月23日       | クックルン総集編(3)                      | -                                                                                           | -              | カラフルプリンパフェ                        | - | C  | -  |
| 18 | 052 | 8月28日       | クックルン総集編(4)                      | ダーシー キクラーゲン                                                                       | -              | きくらげのかきたまスープごはん              | - | C  | -  |
| 18 | 053 | 8月29日       | クックルン総集編(5)                      | ダーシー                                                                                    | -              | なのはなキッシュ                            | - | C  | -  |
| 18 | 054 | 8月30日       | クックルン総集編(6)                      | ダーシー ズンズンズッキー                                                                   | -              | -                                           | - | C  | -  |
| 19 | 055 | 9月4日        | ついに2組のクックルンが遭遇！            | ノストライモス                                                                              | -              | さつまいものマドレーヌ                      | いついつスイーツ | C  | -  |
| 19 | 056 | 9月5日        | ダイジェストにされて悔しい～！           | サバカーン                                                                                  | -              | さばとしめじのスパゲッティ                  | 影のヒーロー クックルンシャドー                                                                                          | C  | -  |
| 19 | 057 | 9月6日        | ソレイユの努力が報われた日               | ジンジャーじいさん                                                                          | -              | なすギョーザ                                | Go!Go!めざめよフライパン                                                                                                 | C  | -  |
| 20 | 058 | 9月11日       | クヨッペン料理回～プレゼンごっこ2        | わさびにゃん だんごちゃん ルッコラッコ とれたてだいこんブラザーズ オクトパス怪人 あまちゃん | -              | かぼちゃのアイス DE                         | - | C  | -  |
| 20 | 059 | 9月12日       | ボクらまんぷく探偵団！“すいか”前編       | -                                                                                           | -              | すいか                                      | そうさボクらはキッチン戦隊クックルン                                                                                     | C  | -  |
| 20 | 060 | 9月13日       | ボクらまんぷく探偵団！“すいか”後編       | -                                                                                           | -              | すいか                                      | ハピハピ☆クッキン | C  | -  |
| 21 | 061 | 9月18日       | ムール姫の結婚                           | -                                                                                           | レモン         | キラキラ☆はちみつレモンゼリー               | ウィーゴー！ ボクらのボトルシップキッチン                                                                                | C  | -  |
| 21 | 062 | 9月19日       | クラムの決意                             | -                                                                                           | さつまいも     | さつまいものカップモンブラン                | おかしスキスキ | C  | -  |
| 21 | 063 | 9月20日       | さようならムール                         | -                                                                                           | チーズ         | チーズクリームマカロニ                      | チャーチューチョーみりょう!!                                                                                             | C  | -  |
| 22 | 064 | 10月2日       | タアコが修理しているもの                 | 恐怖！イクラばらまき男                                                                      | -              | さけバーグ                                  | Go!Go!めざめよフライパン                                                                                                 | C  | -  |
| 22 | 065 | 10月3日       | ロボットのチグ登場！                     | バッタバターン                                                                              | -              | オムライス                                  | 影のヒーロー クックルンシャドー                                                                                          | C  | -  |
| 22 | 066 | 10月4日       | 壊された銅像                             | キザミちゃん                                                                                | -              | チキンときのこのてりやきトースト            | ふたりで一緒にHere we go!（作詞 - 水井心太）                                                                             | C  | C  |
| 23 | 067 | 10月9日       | クヨッペンの家族愛                       | -                                                                                           | -              | チーズいりむしパン DE                       | - | C  | -  |
| 23 | 068 | 10月10日      | ボクらまんぷく探偵団！“たまご”前編       | -                                                                                           | -              | たまご                                      | ハピハピ☆クッキン | C  | -  |
| 23 | 069 | 10月11日      | ボクらまんぷく探偵団！“たまご”後編       | -                                                                                           | -              | たまご                                      | それがテッパンフライパン                                                                                                 | C  | -  |
| 24 | 070 | 10月16日      | 怪人の名前が長い                         | パンパンパンパンパンパンパンパンパンパンパンパンパンプキン                                  | かぼちゃ       | かぼちゃスープのポットパイ                  | 料理はフシギな魔法のツール                                                                                               | C  | -  |
| 24 | 071 | 10月17日      | 怪人の名前がまだ長い                     | パンパンパンパンパンパンパンパンパンパンパンパンパンプキン                                  | かぼちゃ       | かぼちゃのクリームニョッキ                  | ハピハピ☆クッキン | C  | -  |
| 24 | 072 | 10月18日      | 怪人の名前がやっと短くなった             | パンパンパンパンパンパンパンパンパンパンパンパンパンプキン                                  | かぼちゃ       | かぼちゃのケーキ                            | おかしスキスキ | C  | -  |
| 25 | 073 | 10月23日      | ハロウィーンパーティーで歌スペシャル     | -                                                                                           | -              | -                                           | そうさボクらはキッチン戦隊クックルン Go!Go!めざめよフライパン ふたりで一緒にHere we go! チャーチューチョーみりょう!!2023 | C  | -  |
| 25 | 074 | 10月24日      | ボクらまんぷく探偵団！“食品サンプル”前編 | -                                                                                           | -              | 食品サンプル                                | 影のヒーロー クックルンシャドー                                                                                          | C  | -  |
| 25 | 075 | 10月25日      | ボクらまんぷく探偵団！“食品サンプル”後編 | -                                                                                           | -              | 食品サンプル                                | ふたりで一緒にHere we go!                                                                                                | C  | -  |
| 26 | 076 | 11月6日       | 5秒たったらどうなった？                  | シナシナ                                                                                    | -              | あつあつホットサンド                        | ドキドキワクワククッキングバトル（作詞 - 水井心太）                                                                      | C  | -  |
| 26 | 077 | 11月7日       | ソレイユが病気になっちゃった!?           | ブラックモスキートセサミ                                                                    | -              | こまつなのパウンドケーキ                    | いついつスイーツ | C  | -  |
| 26 | 078 | 11月8日       | ソレイユの複雑な心境                     | -                                                                                           | -              | コーンスープスパゲッティ                    | ふたりで一緒にHere we go!                                                                                                | C  | -  |
| 27 | 079 | 11月13日      | クヨッペンの怪人オーディション           | カボチャカチャンコ ももちゃん ドドドドーナツ トマイマイ                                     | -              | 油あげのサクサクスナック DE                 | - | C  | -  |
| 27 | 080 | 11月14日      | ボクらまんぷく探偵団！“落花生”前編       | -                                                                                           | -              | 落花生                                      | ワクドキ☆パーティー | C  | -  |
| 27 | 081 | 11月15日      | ボクらまんぷく探偵団！“落花生”後編       | -                                                                                           | -              | 落花生                                      | それがテッパンフライパン                                                                                                 | C  | -  |
| 28 | 082 | 11月20日      | ニャンちゅうがクックルンにやってきた     | ゴマアブラカタブラーン                                                                      | 中華めん       | ミルクみそラーメン                          | ペコペコビーム | C  | B  |
| 28 | 083 | 11月21日      | ニャンちゅうが怪人にさらわれる!?         | タラタランチュラ                                                                            | たら           | たらのカレーマヨやき                        | ワッショイおさかな祭り                                                                                                   | C  | B  |
| 28 | 084 | 11月22日      | おねんどお姉さんのお姉さんも参戦!?       | おしらたまお姉さん                                                                          | 白玉粉         | お絵かきチーズボール                        | それがテッパンフライパン                                                                                                 | C  | B  |
| 29 | 085 | 11月27日      | クックルンが秋田県にやってきた！(1)      | -                                                                                           | -              | -                                           | - | C  | -  |
| 29 | 086 | 11月28日      | クックルンが秋田県にやってきた！(2)      | -                                                                                           | -              | -                                           | - | C  | -  |
| 29 | 087 | 11月29日      | クックルンが秋田県にやってきた！(3)      | -                                                                                           | -              | -                                           | - | C  | -  |
| 30 | 088 | 12月4日       | オリジナルの体操をやってみた             | ズッチー                                                                                    | -              | チーズジャガレット                          | Go!Go!めざめよフライパン                                                                                                 | C  | -  |
| 30 | 089 | 12月5日       | 罪な出会い                               | ハッパッパ 芯子                                                                             | -              | はくさいグラタン                            | ふたりで一緒にHere we go!                                                                                                | C  | -  |
| 30 | 090 | 12月6日       | ダーツで当てよう！                       | ワクワクポークマン                                                                          | -              | ポークソテー                                | ドキドキワクワククッキングバトル                                                                                         | C  | C  |
| 31 | 091 | 12月11日      | ため息ついちゃう                         | -                                                                                           | -              | ツナコーンピザ DE                           | - | C  | -  |
| 31 | 092 | 12月12日      | ボクらまんぷく探偵団！“さつまいも”前編   | -                                                                                           | -              | さつまいも                                  | いついつスイーツ | C  | -  |
| 31 | 093 | 12月13日      | ボクらまんぷく探偵団！“さつまいも”後編   | -                                                                                           | -              | さつまいも                                  | ドキドキワクワククッキングバトル                                                                                         | C  | -  |
| 32 | 094 | 12月18日      | パセリ怪人の悲哀                         | パセリセパ パセリタベタイムシ                                                               | とりもも肉     | チキンのトマト煮こみ                        | meat you ミート ユー meet you                                                                                            | C  | -  |
| 32 | 095 | 12月19日      | 笑いすぎに注意!?                         | ギョギョギョーザ                                                                            | ギョーザのかわ | ギョーザのかわラザニア                      | そうさボクらはキッチン戦隊クックルン                                                                                     | C  | B  |
| 32 | 096 | 12月20日      | カイのつまみ食い                         | スッポンジー                                                                                | スポンジケーキ | いちごのサンタクロースケーキ                | おかしスキスキ | C  | B  |
| 33 | 097 | 1月8日        | 悪おじさん、現る！                       | ふっくらぷっくら                                                                            | -              | ミニパイ                                    | いついつスイーツ | C  | -  |
| 33 | 098 | 1月9日        | プリプリを取り戻せ！                     | ぷりぷり先生                                                                                | -              | えびのチリソース                            | Go!Go!めざめよフライパン                                                                                                 | C  | -  |
| 33 | 099 | 1月10日       | “うに”はあげません                       | ころころブラッ君                                                                            | -              | 黒豆ミルクパン                              | 影のヒーロー クックルンシャドー                                                                                          | C  | -  |
| 34 | 100 | 1月15日       | クヨちゃんとおどろう！                   | -                                                                                           | -              | やきおにぎり DE                             | - | C  | -  |
| 34 | 101 | 1月16日       | ボクらまんぷく探偵団！“チョコレート”前編 | -                                                                                           | -              | チョコレート                                | おかしスキスキ | C  | -  |
| 34 | 102 | 1月17日       | ボクらまんぷく探偵団！“チョコレート”後編 | -                                                                                           | -              | チョコレート                                | ハピハピ☆クッキン | C  | -  |
| 35 | 103 | 1月22日       | 莉犬とさとみがクックルンにやってきた     | ななもルー                                                                                  | ささみ         | バンバンジーサラダ                          | meat you ミート ユー meet you                                                                                            | C  | B  |
| 35 | 104 | 1月23日       | すとぷりをパクった怪人                   | ななもルー                                                                                  | カレールー     | れんこんキーマカレー                        | 料理はフシギな魔法のツール                                                                                               | C  | -  |
| 35 | 105 | 1月24日       | すとぷりのワッサン島ライブ               | -                                                                                           | かぶ           | かぶのまぜごはん                            | そうさボクらはキッチン戦隊クックルン                                                                                     | C  | B  |
| 36 | 106 | 2月5日        | 地下施設を探しにブーブー島へ             | チョコ噴射イカ太郎                                                                          | -              | ハートの生チョコ                            | ドキドキワクワククッキングバトル                                                                                         | C  | -  |
| 36 | 107 | 2月6日        | タイゾウ、必殺技が出せなくなる           | マシュマロ山                                                                                | -              | ぎっしりナッツのマシュマロバー              | いついつスイーツ | C  | -  |
| 36 | 108 | 2月7日        | 怪人の仲間だったクックルン               | バッドミントン                                                                              | -              | いちごのスティックパイ                      | ふたりで一緒にHere we go!                                                                                                | C  | -  |
| 37 | 109 | 2月12日       | クヨッペンの怪人オーディション           | とうみょ～～～うちゃん コーンばくはつ(ポップじゅにあ)                                       | -              | クランチチョコレート DE                     | - | C  | -  |
| 37 | 110 | 2月13日       | ボクらまんぷく探偵団！“かつお節”前編     | -                                                                                           | -              | かつお節                                    | Go!Go!めざめよフライパン                                                                                                 | C  | -  |
| 37 | 111 | 2月14日       | ボクらまんぷく探偵団！“かつお節”後編     | -                                                                                           | -              | かつお節                                    | 影のヒーロー クックルンシャドー                                                                                          | C  | -  |
| 38 | 112 | 2月19日       | 初めて一緒にキッチンへ！                 | ミルクリアン はんぺどん アサリドラ                                                          | ツナ           | ツナコーンクレープ                          | ウィーゴー！ ボクらのボトルシップキッチン                                                                                | C  | -  |
| 38 | 113 | 2月20日       | 遠くまで飛ばされたのはどっち？           | はんぺどん アサリドラ                                                                       | はんぺん       | さんかくはるまき                            | Go!Go!めざめよフライパン                                                                                                 | C  | -  |
| 38 | 114 | 2月21日       | あさり怪人とソレイユの意外な共通点       | アサリドラ                                                                                  | -              | あさりのトマトリゾット                      | 料理はフシギな魔法のツール                                                                                               | C  | -  |
| 39 | 115 | 3月4日        | 生まれてこのかたじっとしたことがない     | -                                                                                           | -              | かたぬきサンドイッチ DE                     | - | C  | -  |
| 39 | 116 | 3月5日        | ボクらまんぷく探偵団！“豆腐”前編         | -                                                                                           | -              | 豆腐                                        | 料理はフシギな魔法のツール                                                                                               | C  | -  |
| 39 | 117 | 3月6日        | ボクらまんぷく探偵団！“豆腐”後編         | -                                                                                           | -              | 豆腐                                        | ハピハピ☆クッキン | C  | -  |
| 40 | 118 | 3月11日       | クックルンに恨みを持つ怪人               | ニクニク                                                                                    | とりもも肉     | やきとり丼                                  | それがテッパンフライパン                                                                                                 | C  | B  |
| 40 | 119 | 3月12日       | チグハグの記憶                           | ニクニク                                                                                    | ぶた肉         | ぶた肉のコロカリボール                      | まちきれないったらまちきれない                                                                                           | C  | B  |
| 40 | 120 | 3月13日       | 料理の力を信じて                         | ニクニク                                                                                    | -              | ハッシュドビーフ                            | チャーチューチョーみりょう!!2023                                                                                         | C  | -  |
| 41 | 121 | 3月18日       | 銅像の仮面を外したら                     | -                                                                                           | -              | しらすとアスパラガスのスパゲッティ          | 影のヒーロー クックルンシャドー                                                                                          | C  | -  |
| 41 | 122 | 3月19日       | おかえり、ムール姫                       | -                                                                                           | あさりの水煮   | クラムチャウダー                            | ウィーゴー！ ボクらのボトルシップキッチン                                                                                | C  | -  |
| 41 | 123 | 3月20日       | タイゾウの旅立ち                         | -                                                                                           | -              | サーモンのケークサレ                        | チャーチューチョーみりょう!!2023                                                                                         | C  | -  |

### 特集など
せんぱいクックルン特集（2021年度9・11・12・14・15週）
2021年度9・11週は3代目クックルン、2021年度12・14・15週は4代目クックルンの懐かしの映像を厳選して再放送した。5代目クックルンは占いやシルエットクイズなどのミニコーナーのみの出演となる。怪人・テーマ食材・料理名・挿入歌は当時のもの。オープニングとエンディングは2021年度のものを使用。
アウトドアスペシャル（2021年度13週）
クックルンが海の近くでいろいろな野外活動と料理に挑戦した。
（2021年度24週）
無駄遣いが大好きな怪人ノコステルに“モッタイナイ”心を奪われ、無駄遣いが大好きになってしまったムールを元に戻すために、クックルンが“モッタイナイ”について調べた。
クヨッペンスペシャル企画（2022年度5週）
クヨヨとイララが生まれた頃を振り返りつつ、クヨッペンが社員の子どもの相手をして遊んだ。そのあと一緒におやつを作っで食べた。皆川猿時演じるクヨッペンと社員の子どものダク、イータ、クイ、ターズが実写パートに登場した。この企画以降、定期的にクヨッペンが社員の子どもの相手をして遊ぶ回が放送されるようになった。
沖縄スペシャル（2022年度16週）
先輩クックルンのアズキと、沖縄の珍しい食材や料理について調べた。
田舎暮らし体験スペシャル（2022年度23週）
ムールの依頼で、ガスや電気のない時代の料理法を探った。

### 2021年度21話について
2021年6月7日は、朝は新作「海の守り神"ポセイ丼"登場！」を放送したが、夕方は2021年度9話「クイズ！ これは何切りでSHOW?」を再放送した。6月14日は、朝夕ともに2021年度6話「ねむれるキッチンのムール」を再放送した。その後、8月30日の夕方に同作が再放送されたが、ムールの土下座のシーンがお辞儀に変更されるなどの改変が行われていた。